# Lampaul-Plouarzel
Pour les articles homonymes, voir Lampaul.
Lampaul-Plouarzel [lɑ̃pɔl pluaʁzɛl] (en breton : Lambaol-Blouarzhel) est une commune littorale du département du Finistère, dans la région Bretagne, en France.

## Géographie

### Situation
Lampaul-Plouarzel est situé à environ 25 km à l'ouest-nord-ouest de Brest et se trouve en bordure du Chenal du Four et de la Manche, non loin de sa limite avec l'Océan Atlantique. Elle possède deux ports : Porcave (Porscaff), au nord-est, sur la rive gauche de l'Aber Ildut, en eau profonde et abrité des vents d'ouest, et Porspaul, traditionnellement un simple port d'échouage, protégé par la pointe de Beg ar Vir.
La commune est enclavée dans celle de Plouarzel qui la cerne tant au nord, côté Aber-Ildut qu'à l'est, côté ruisseau et anse de Milin an Aod, et qu'au sud (au sud de l'anse de Porspaul) où un minuscule fleuve côtier, en fait un simple ruisseau, lui sert de limite communale.

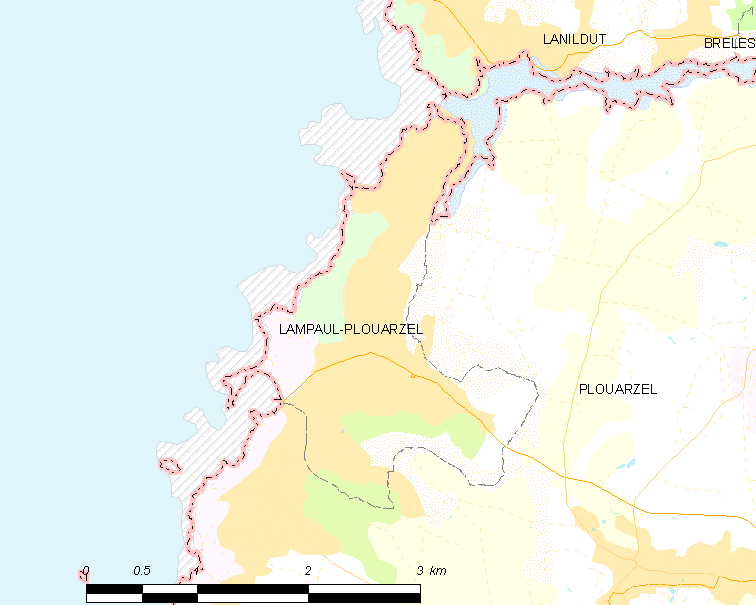
Carte de la commune de Lampaul-Plouarzel.

| La Manche | Lanildut          |           |
| La Manche | Lampaul-Plouarzel | Plouarzel |
| La Manche | Plouarzel         | Plouarzel |

Faisant face à l'ouest, la commune est particulièrement exposée aux méfaits des tempêtes : par exemple celle de février 1925 démolit toutes les routes menant aux grèves de la commune ; celles de janvier 1930 endommagèrent fortement l'église.

### Relief
Les altitudes s'échelonnent entre 58 mètres pour le point le plus élevé (au sud-est du territoire communal) et le niveau de la mer. La partie nord de la commune forme une presqu'île délimitée à l'est par l'anse de Milin an Aod (en fait un aber), au nord par l'entrée de l'Aber Ildut située à la Pointe de Beg ar Groaz. La partie littorale de la mer est rocheuse, mais surmontée de basses dunes (datant de l'holocène), dans sa partie nord (anses peu marquées abritant des plages et pointes, notamment celle de Pors Doun, y alternent) ; la partie sud du littoral est marquée par un champ dunaire plus large entre la grève de Pors Créguin et l'anse de Porspaul, séparées par la Pointe de Beg ar Vir.

### Les paysages du littoral

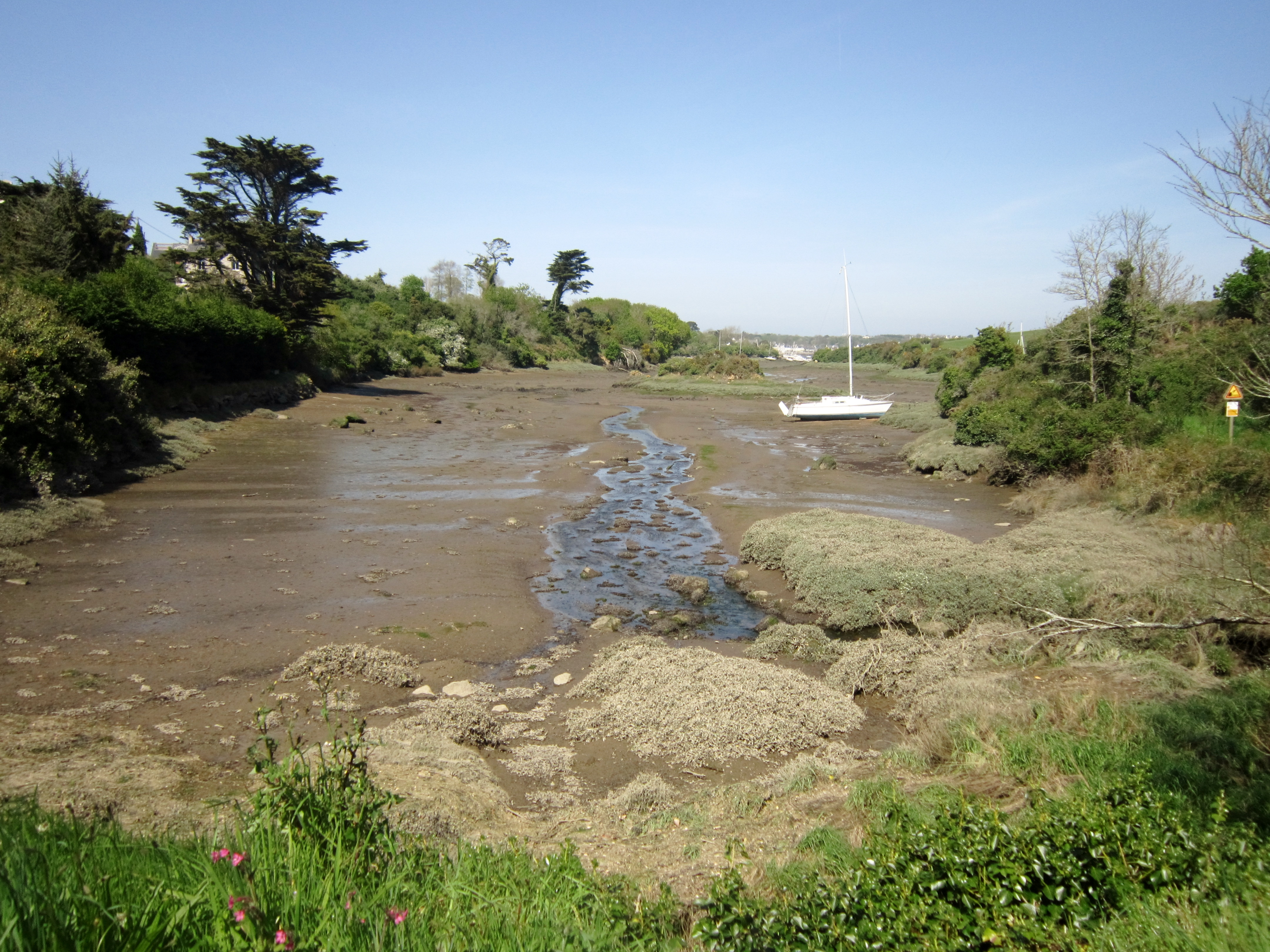
Le fond de l'anse de Milin an Aod à marée basse (rive droite en Plouarzel, rive gauche en Lampaul-PLouarzel).
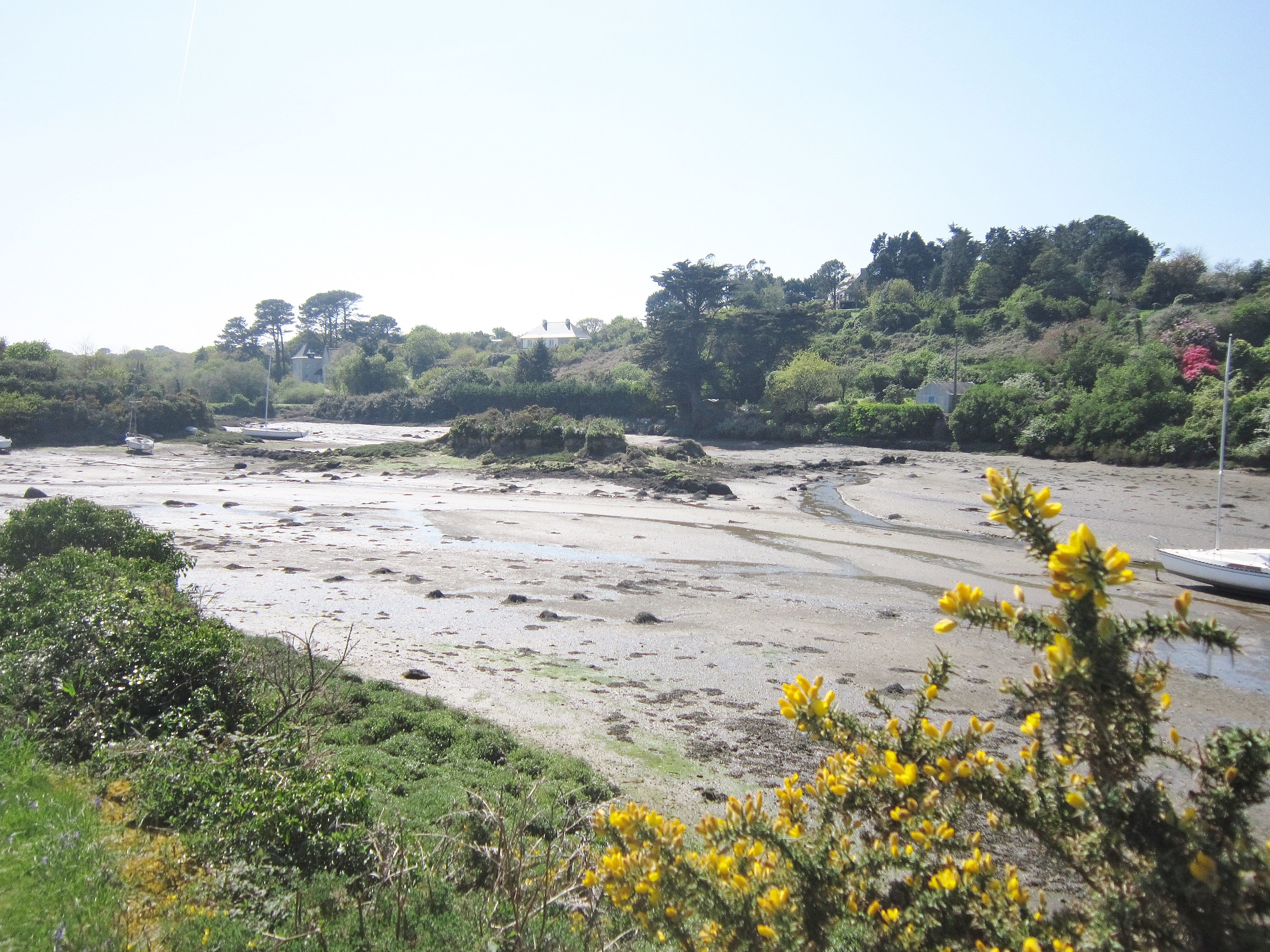
La partie amont de l'anse de Milin an Aod (côté rive gauche en Lampaul-Plouarzel) vue depuis le GR 34 sur la rive droite de cette anse (située en Plouarzel).
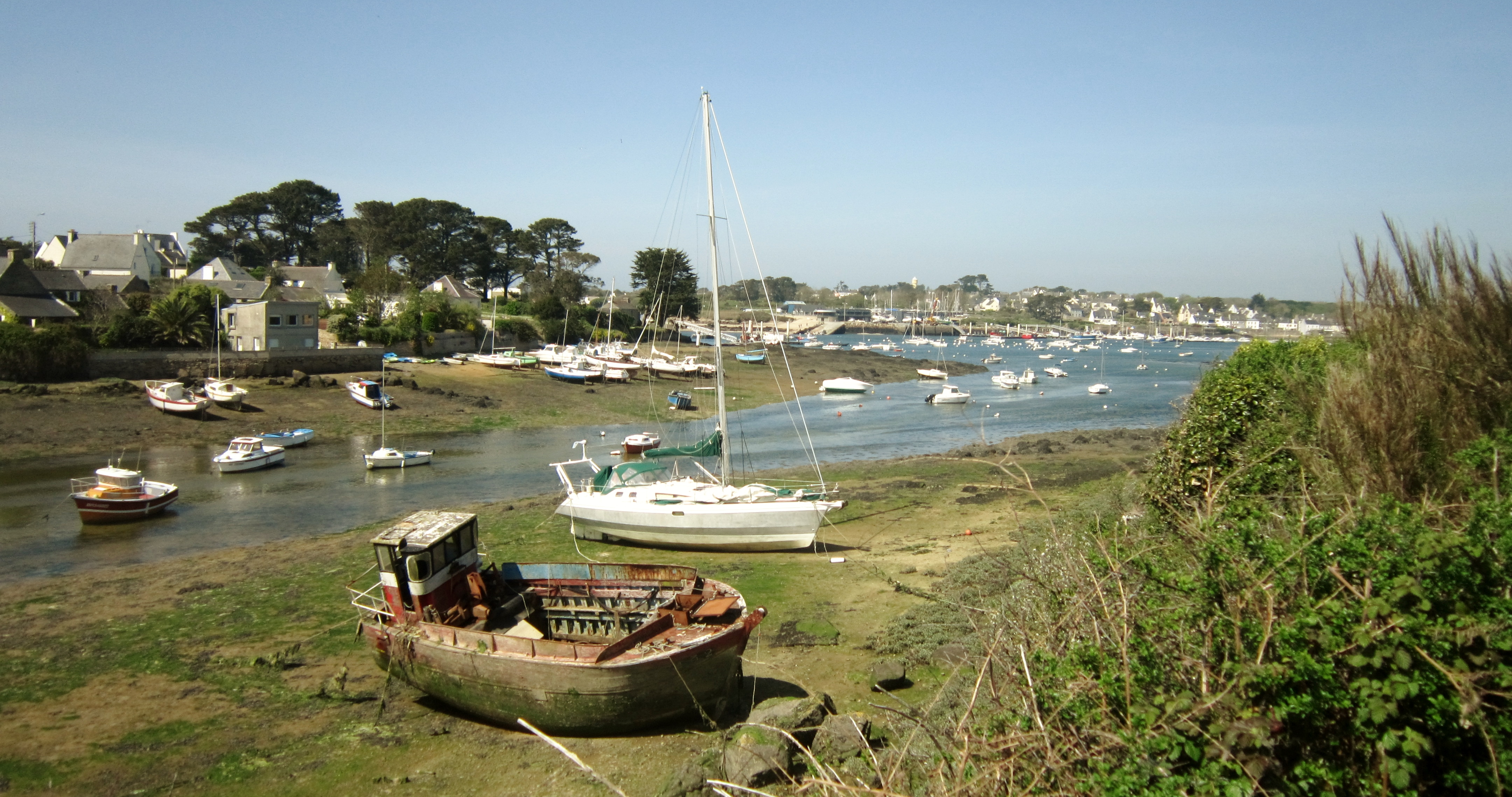
La partie aval de l'anse de Milin an Aod (le port de Porscave est à gauche de la photo).
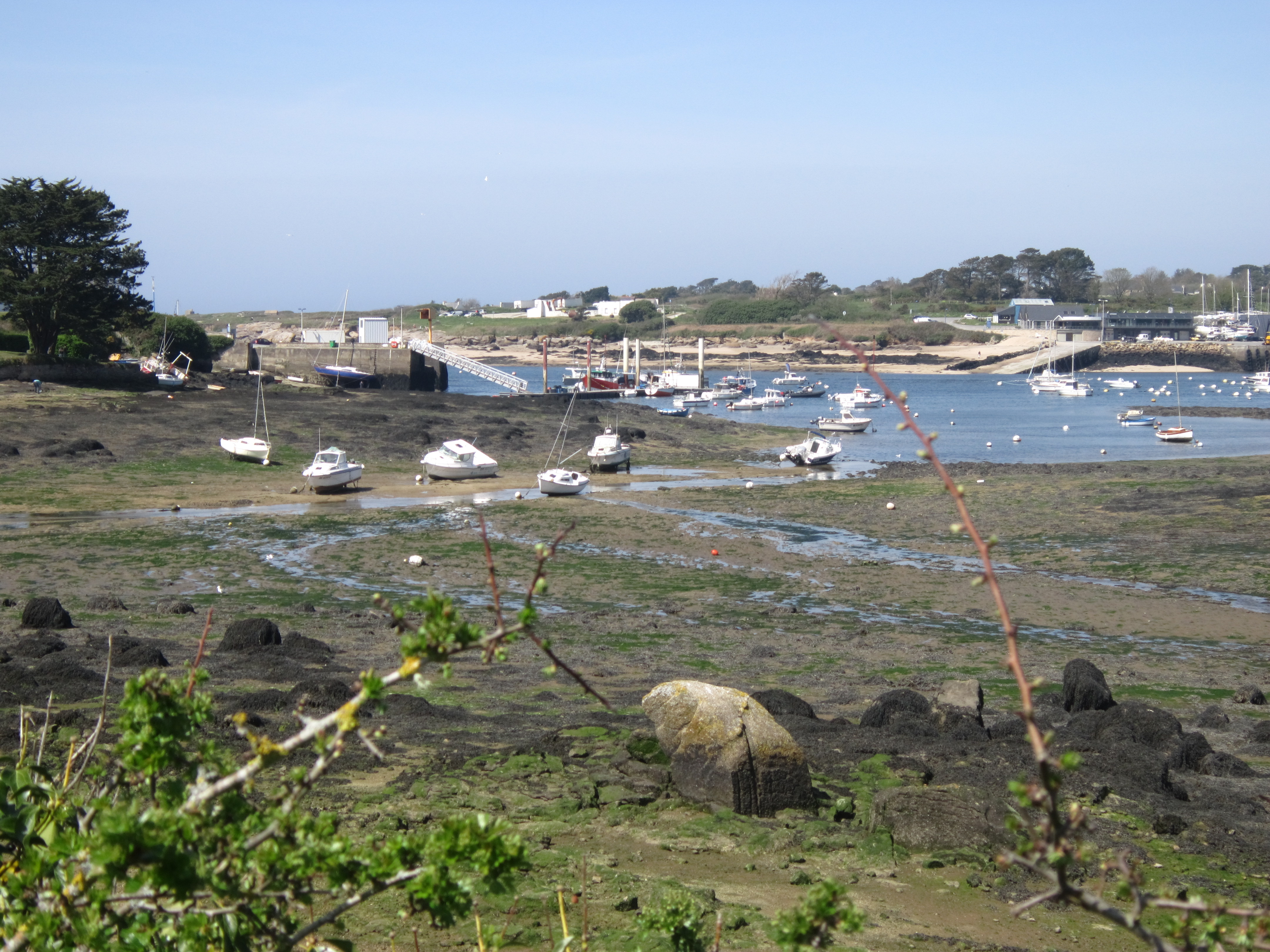
Le port de Porscave (Porscaff) en Lampaul-Plouarzel vu depuis le GR 34 (rive droite de l'anse de Milin an Aod en Plouarzel) à marée basse.
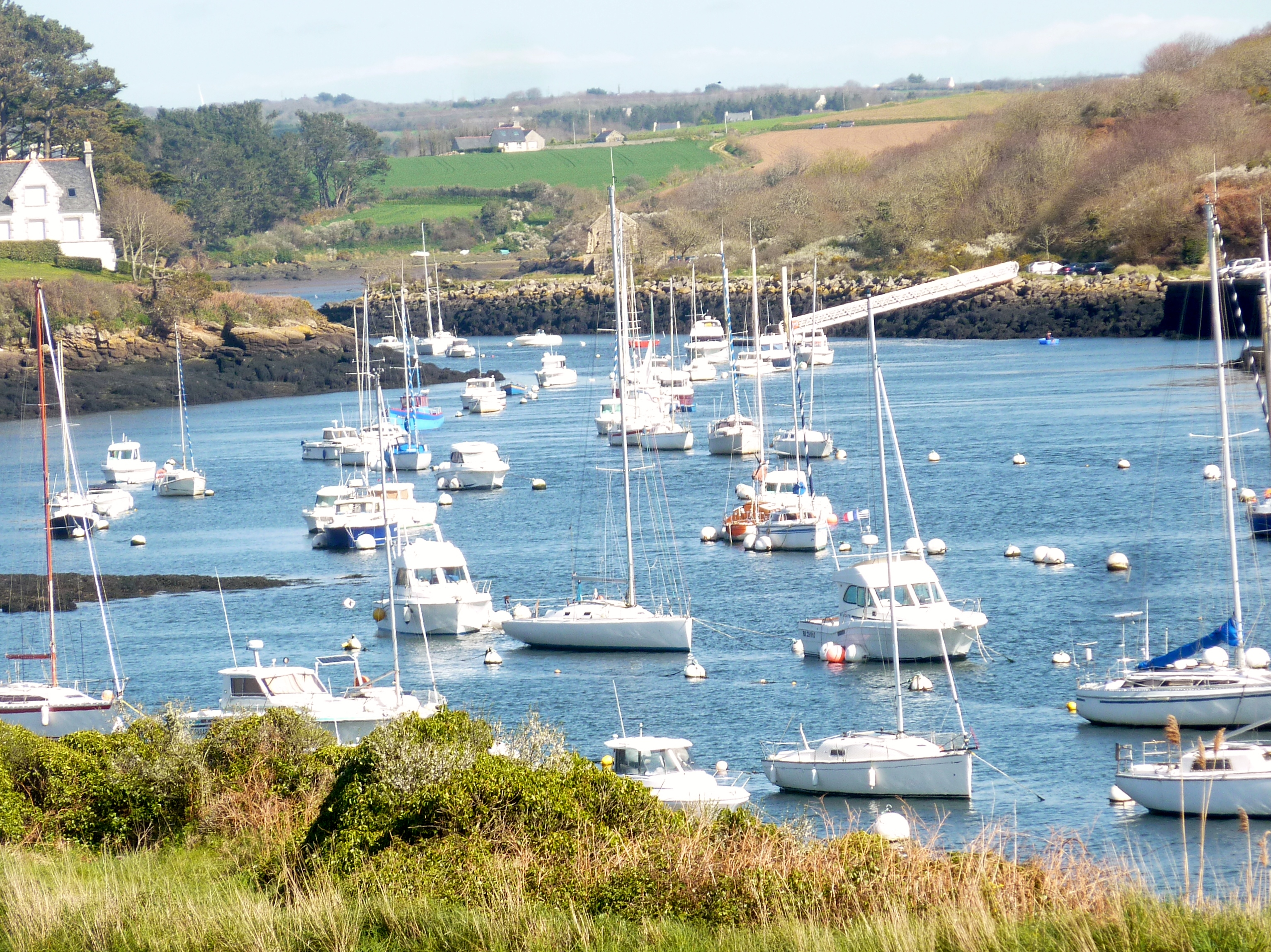
Le port de Porscave, à l'entrée de l'Aber Ildut, vu depuis le parking du port de Lanildut.
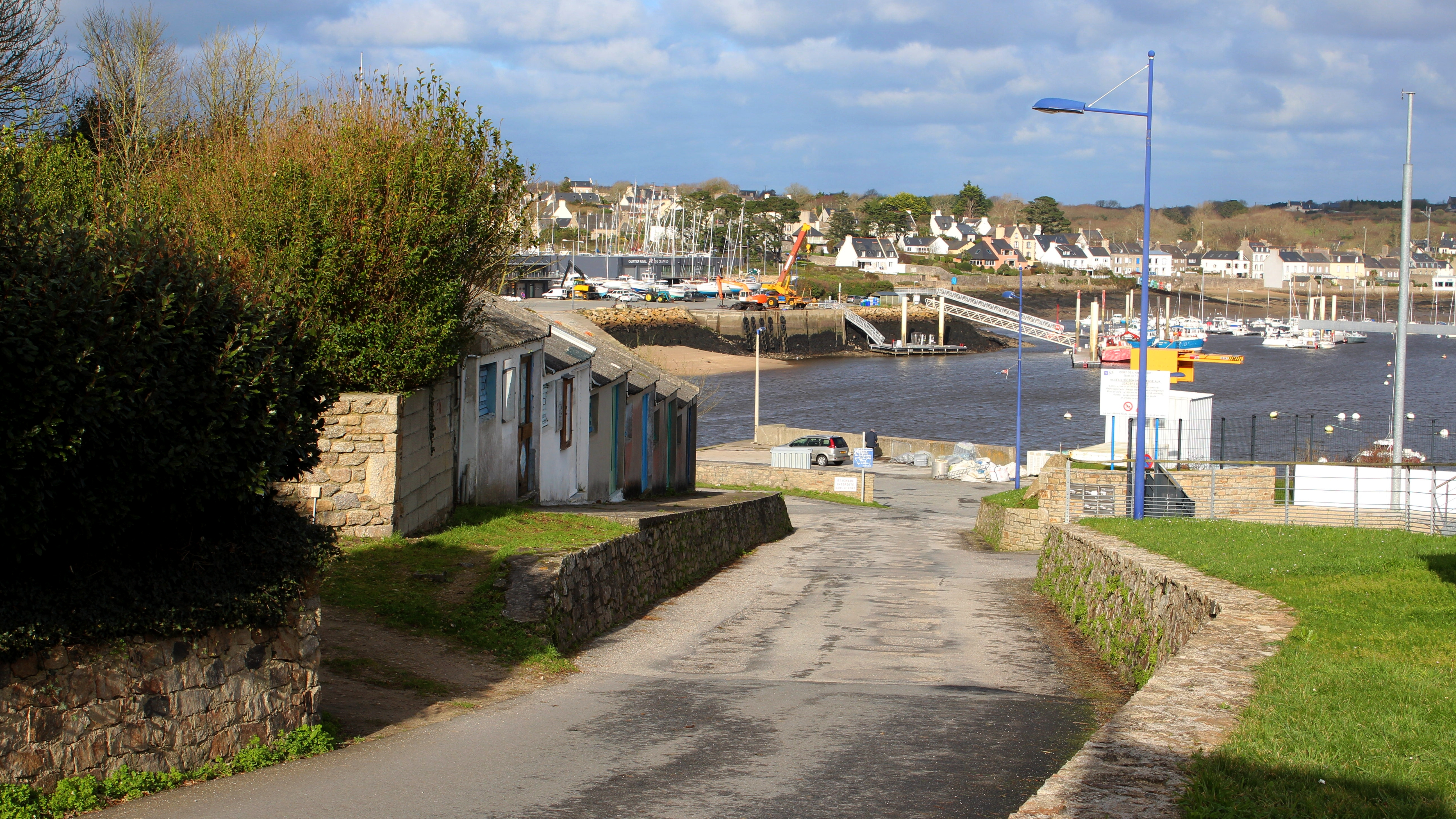
Porscave et, à l'arrière-plan, Lanildut.

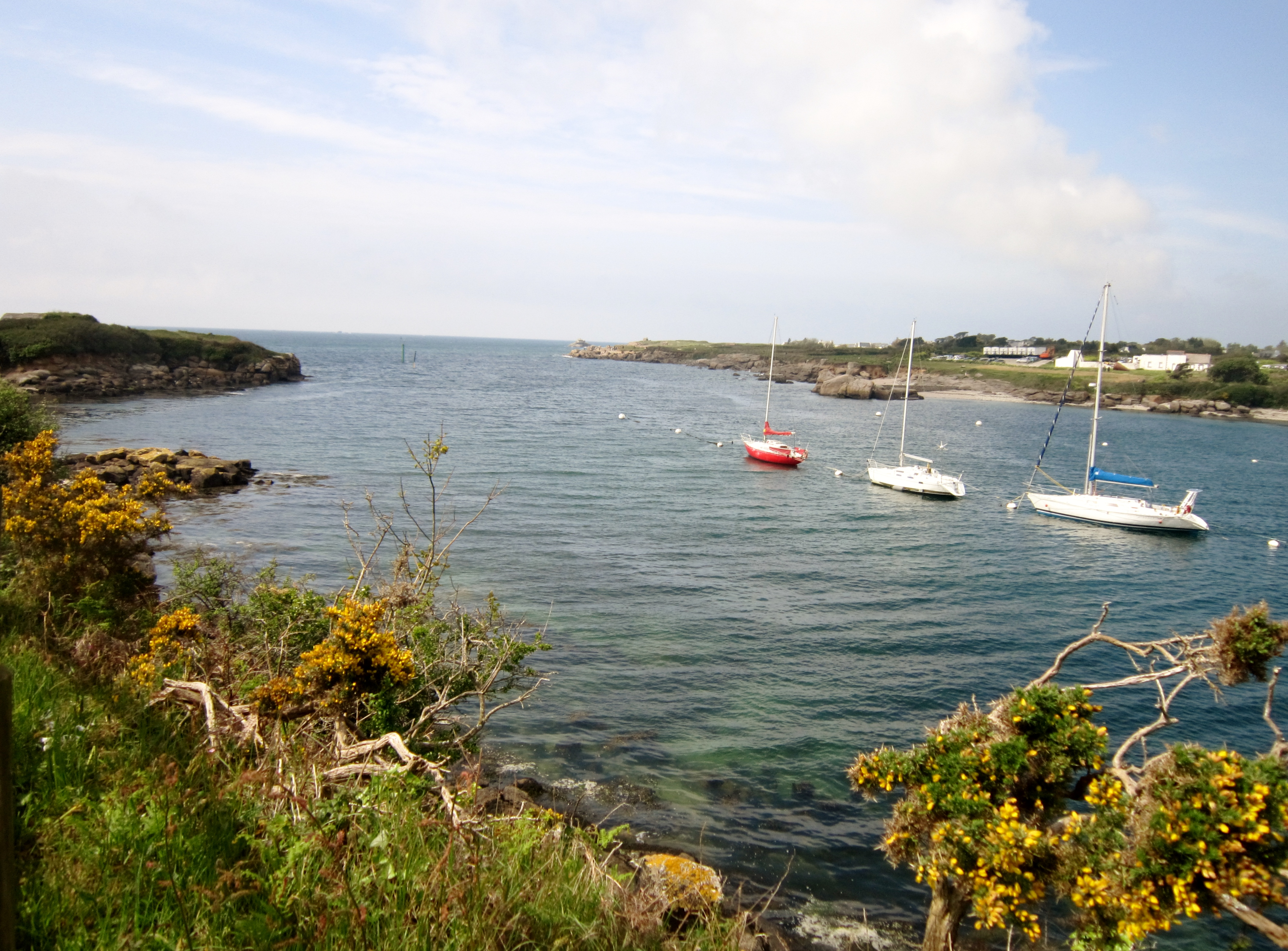
L'entrée de l'Aber Ildut, côté mer, vu depuis le GR 34 entre Porscave et Beg ar Groaz.
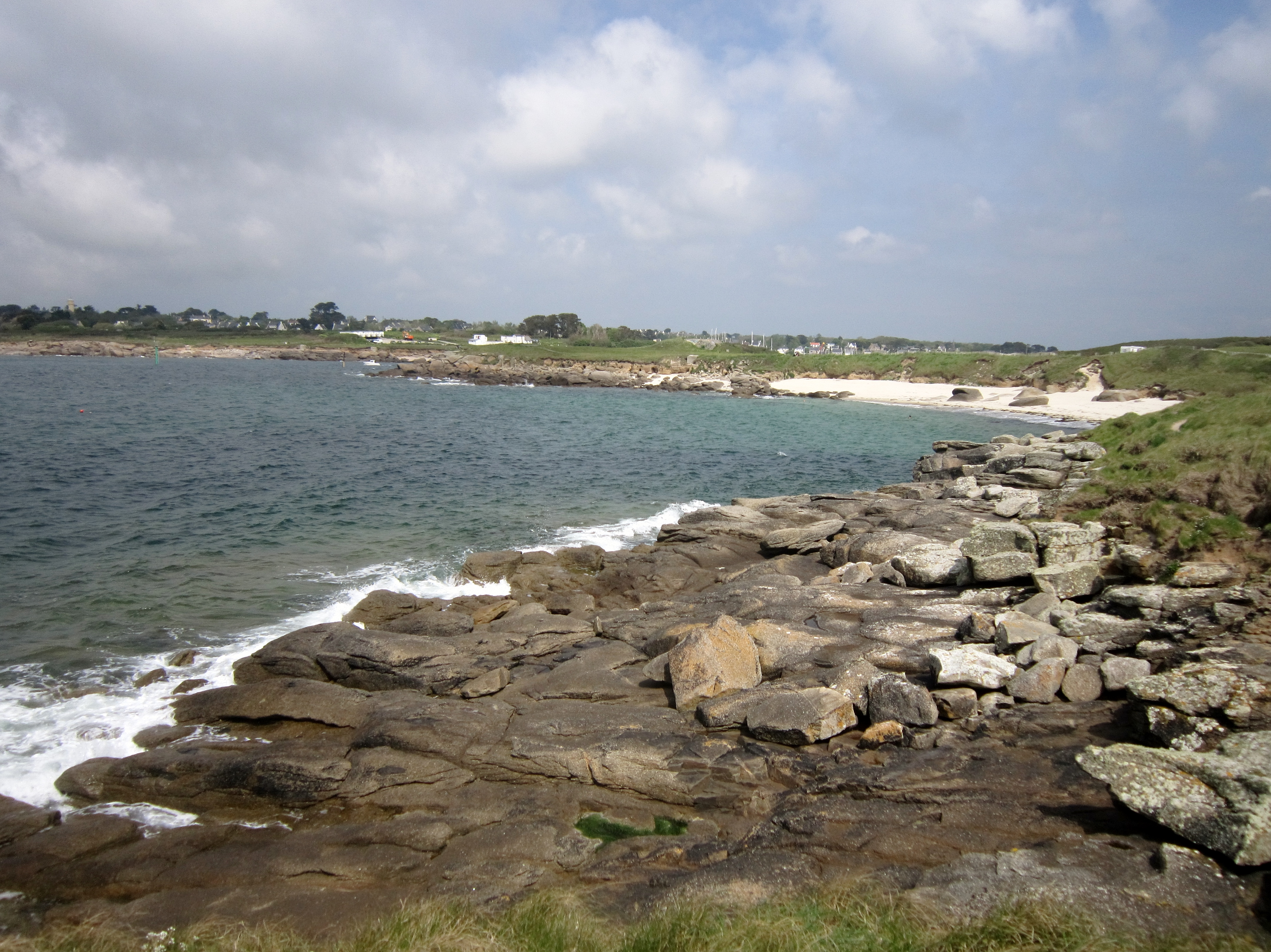
La plage de Pors ar Marc'h.
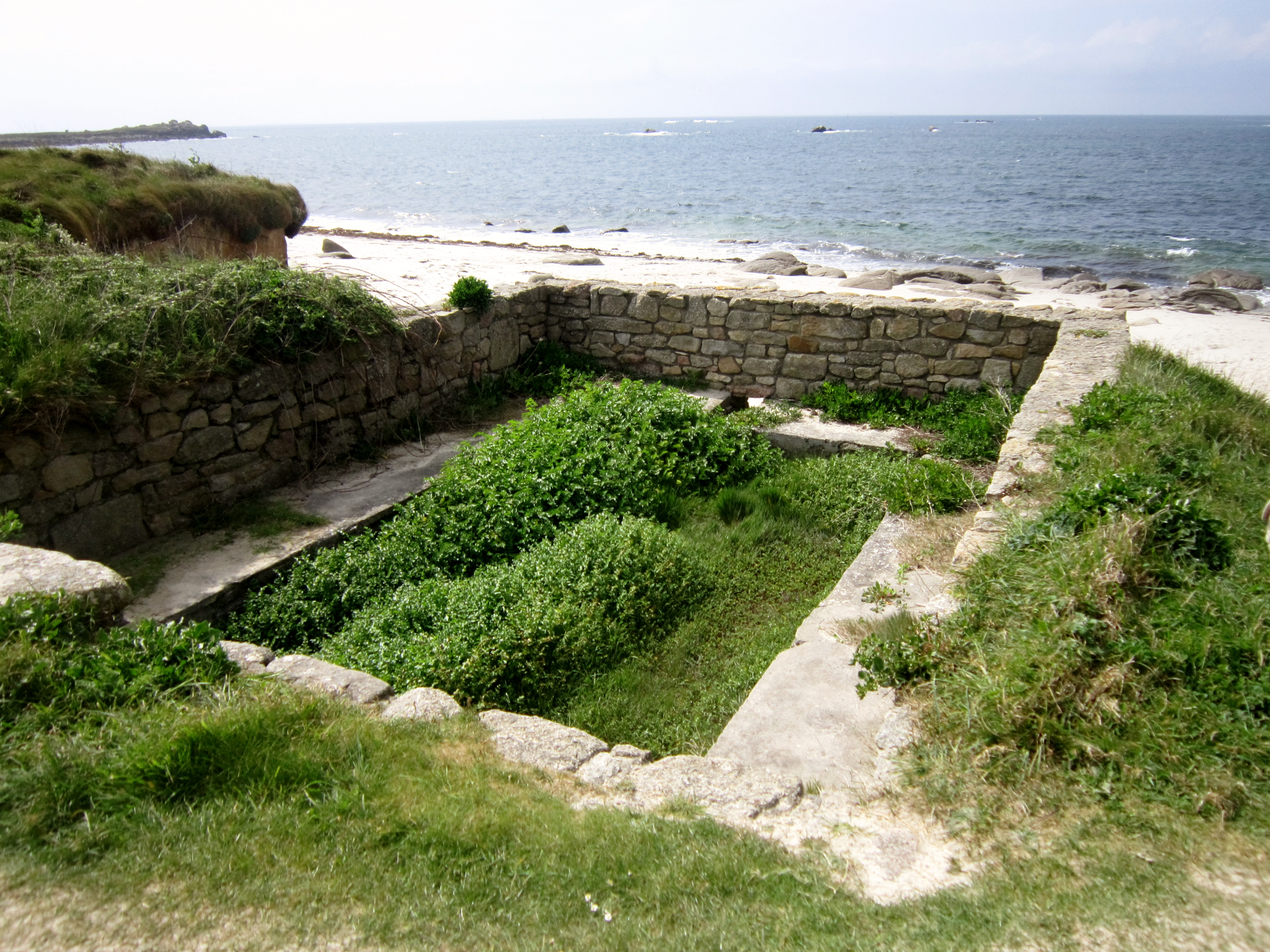
Ancien lavoir de bord de mer entre la Pointe de Beg ar Groaz et la plage de Pors ar Goret.
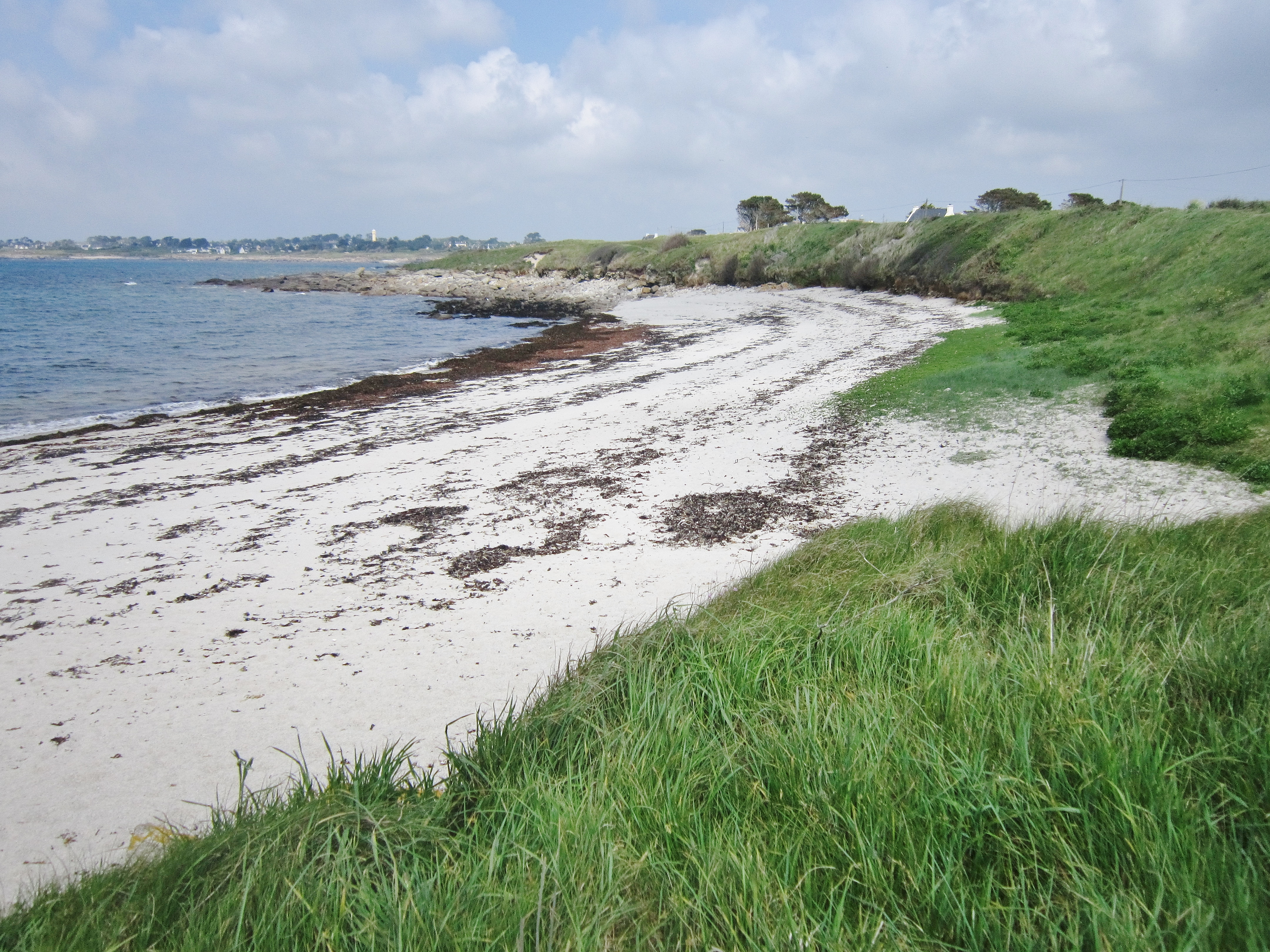
La plage de Pors ar Goret.
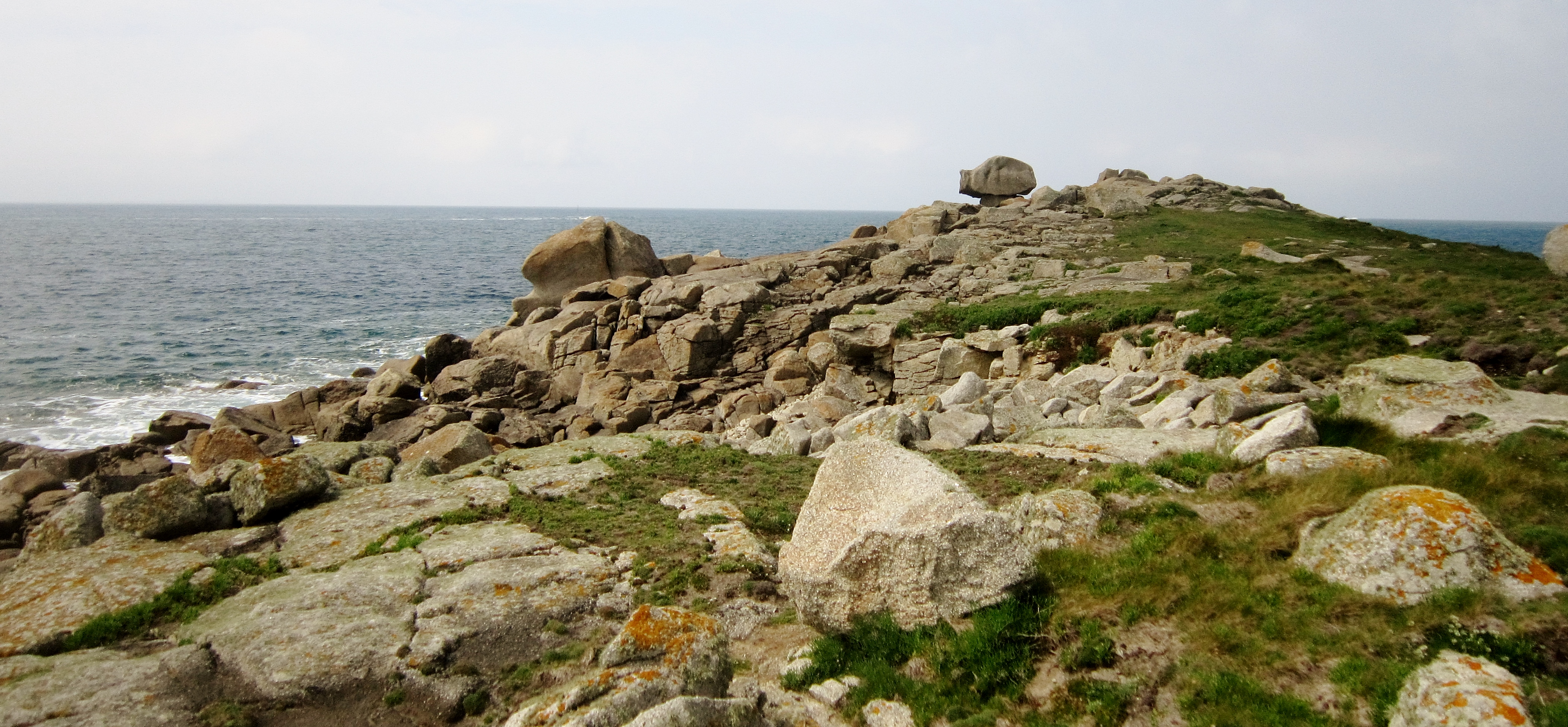
Rochers de la pointe de Pors Doun.

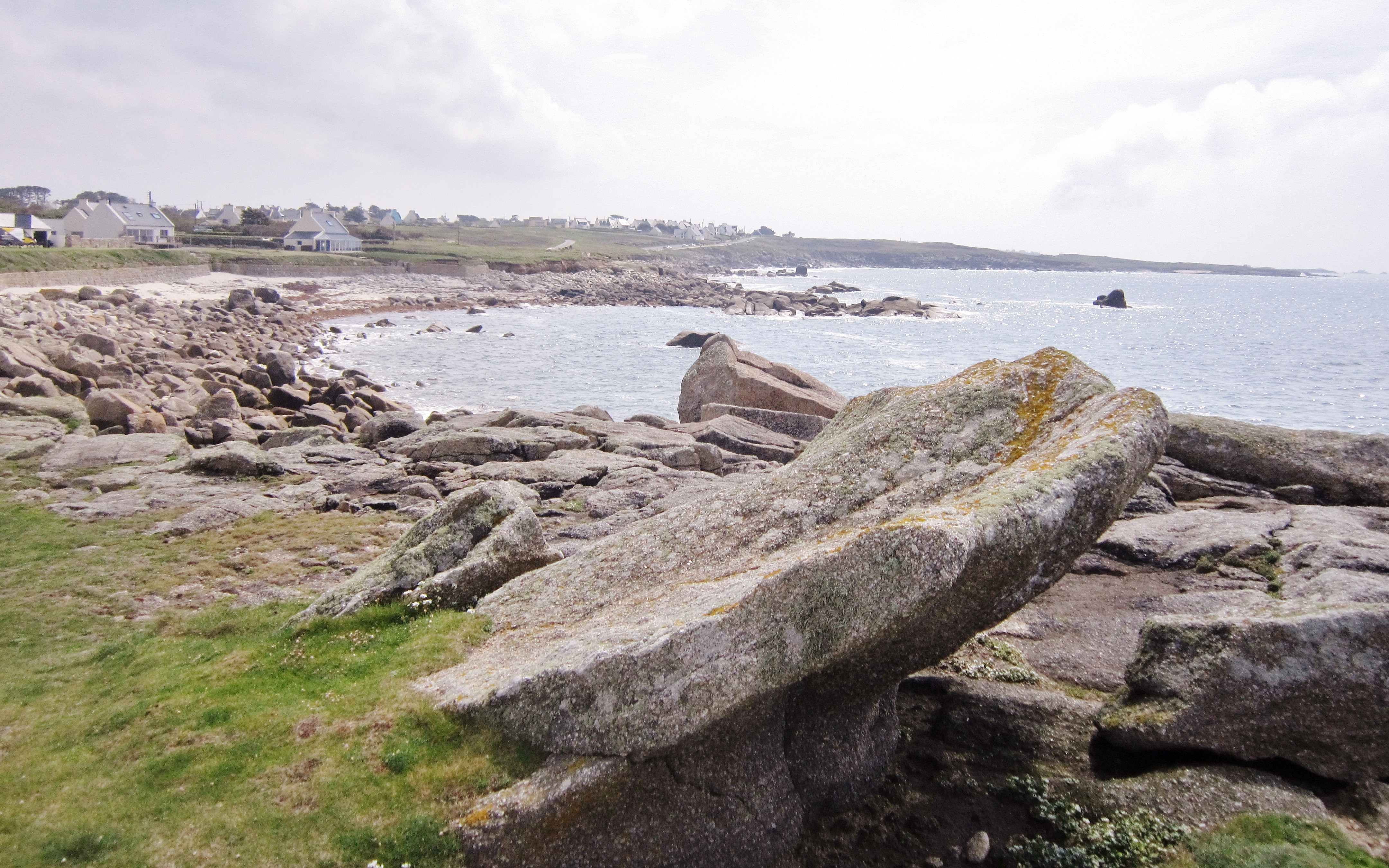
Le littoral vu vers le sud depuis la pointe de Pors Doun.
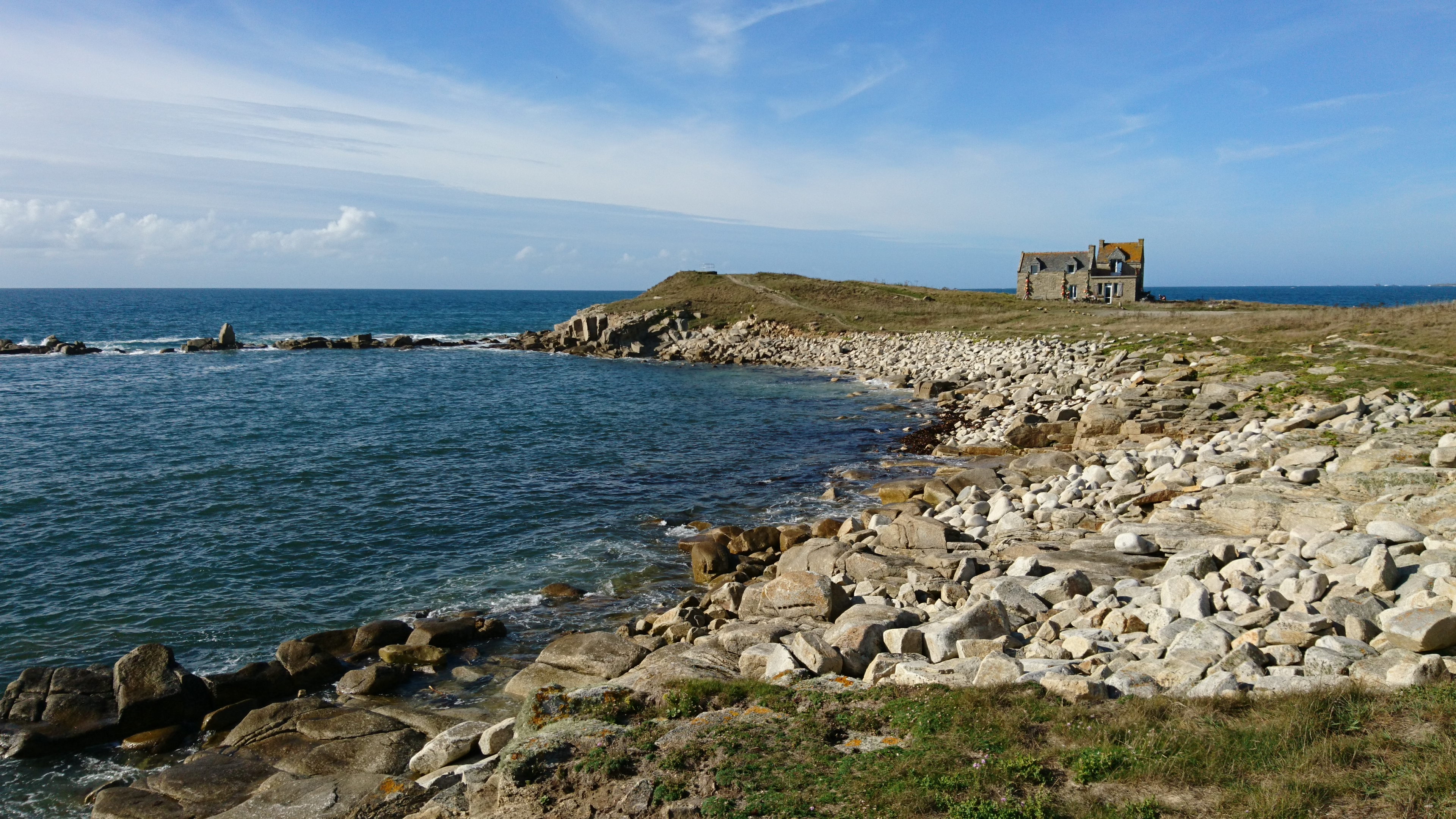
Maison près de la Pointe de Beg ar Vir.
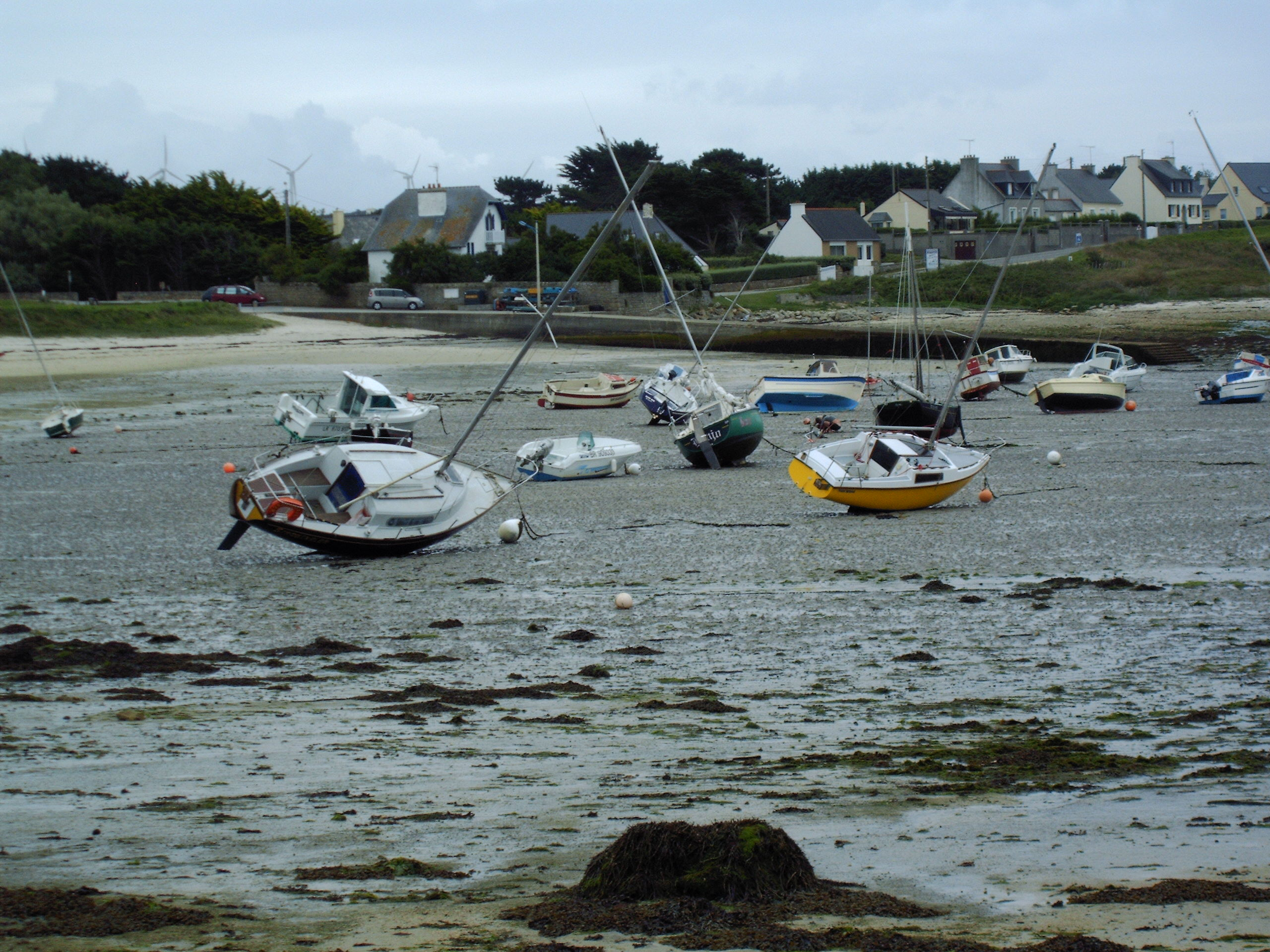
Bateaux échoués sur la grève à marée basse dans le port de Porspaul.
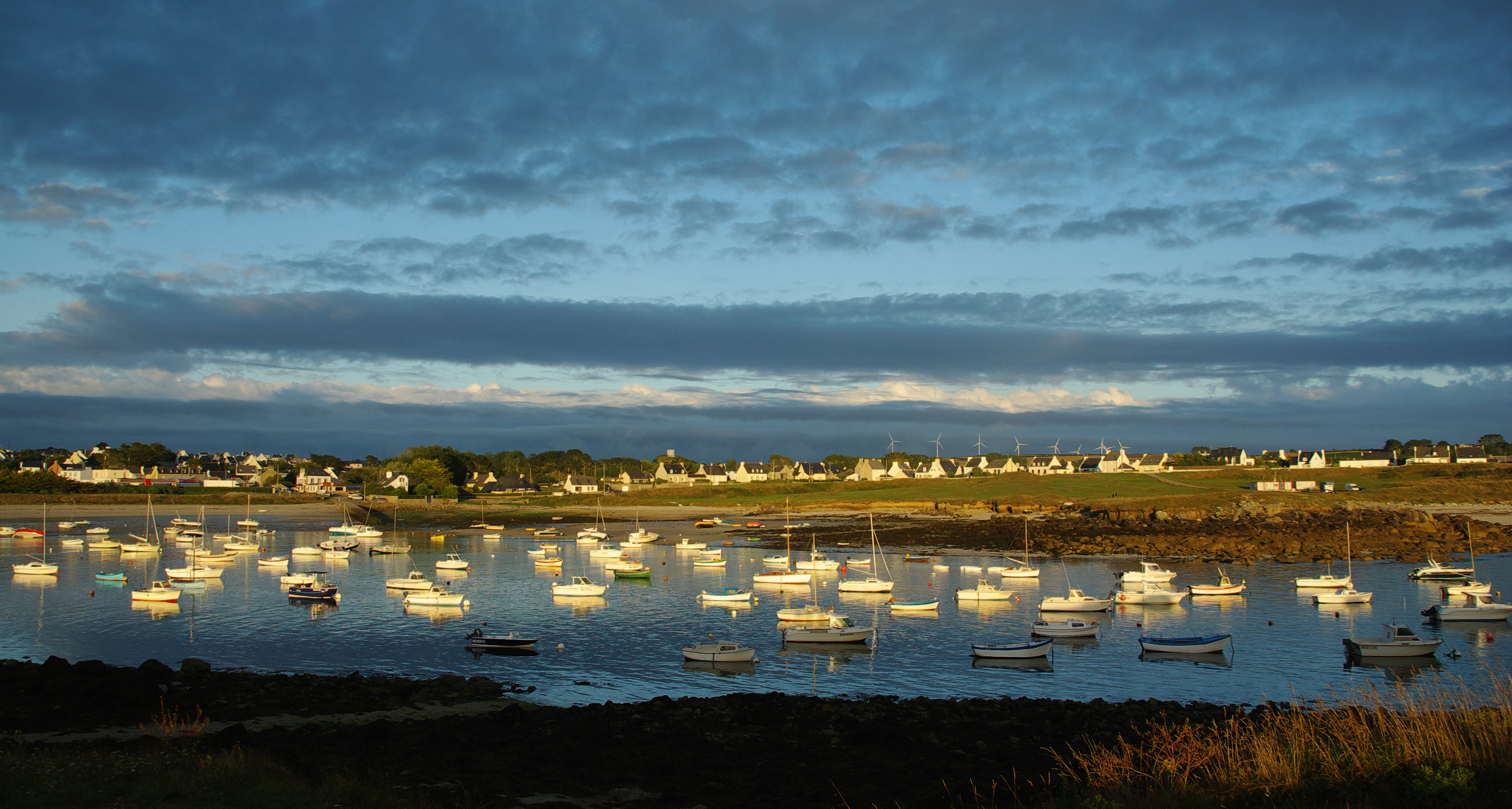
Le port de Porspaul à la tombée de la nuit.

### Géologie
D'un point de vue géologique, la région est riche en granites hercyniens où l'on peut retrouver des xénolithes plus anciennes, ce que l'on peut observer plus attentivement vers la côte.

### Habitat
Le bourg s'est développé en arrière de la côte : c'est là une caractéristique commune à de nombreuses communes littorales bretonnes (par exemple à Plouarzel, Plouguerneau, Ploudalmézeau, Landunvez, Ploumoguer, etc.), les premiers émigrants bretons fixèrent le centre de leurs plous à l'intérieur des terres, probablement par crainte des pirates saxons.
Commune littorale, Lampaul-Plouarzel connaît une urbanisation diffuse de type habitat périurbain avec de nombreuses résidences secondaires sur la majeure partie de son finage, il est vrai assez exigu. Le littoral lui-même est toutefois en partie exempt de cette rurbanisation en raison des dunes qui le bordent. Seules quelques lambeaux de terres agricoles subsistent à l'est et au sud-est de son territoire.

### Transports
La commune est desservie principalement par la RD 5 qui vient de Brest et Saint-Renan, via Plouarzel (même si le bourg de Plouarzel est désormais contourné par une rocade routière).

### Hydrographie
Pour un article plus général, voir Réseau hydrographique du Finistère.
La commune est située dans le bassin Loire-Bretagne. Elle est drainée par divers petits cours d'eau,.

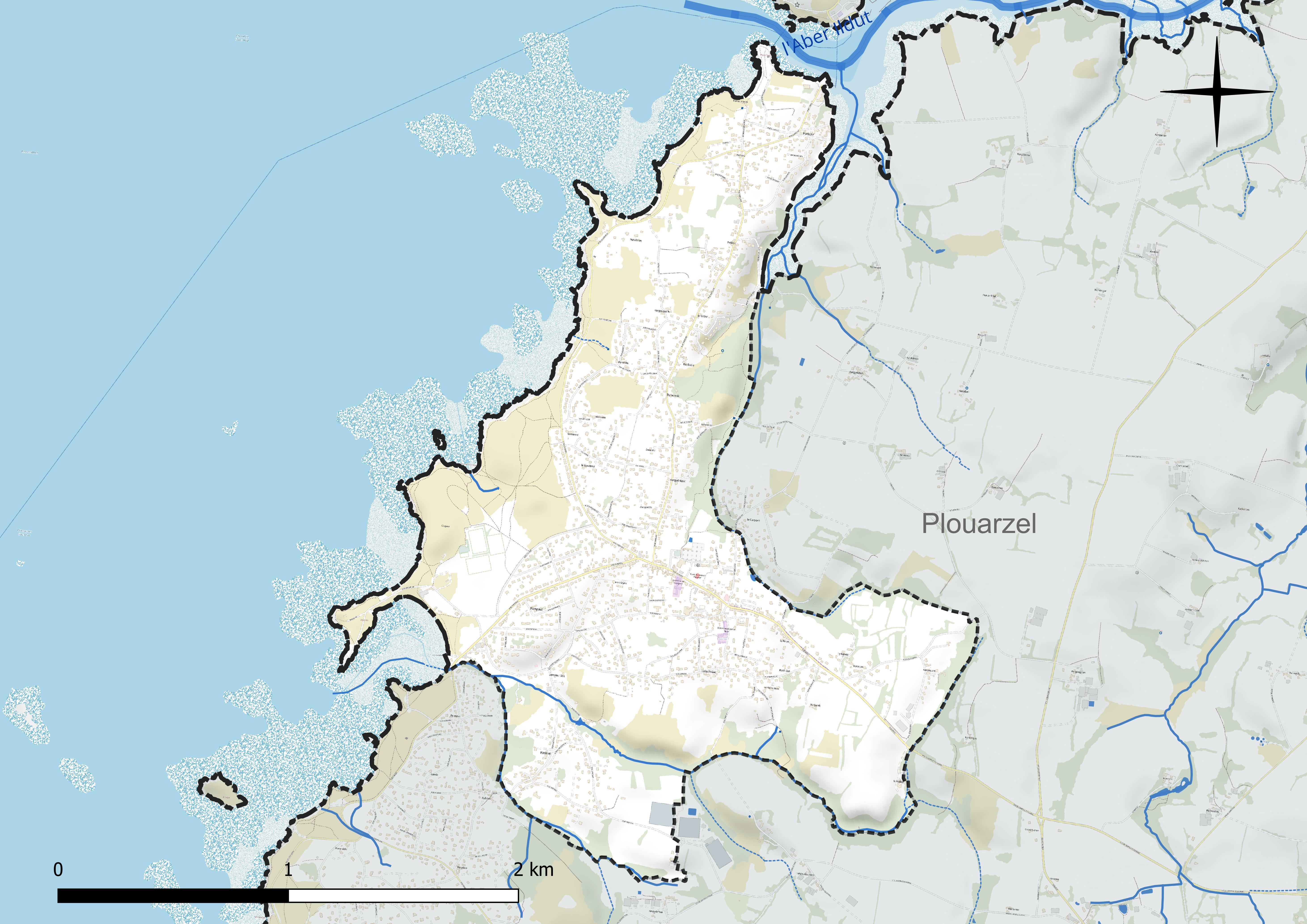
Réseau hydrographique de Lampaul-Plouarzel.

### Climat
Pour des articles plus généraux, voir Climat de la Bretagne et Climat du Finistère.
En 2010, le climat de la commune est de type climat océanique franc, selon une étude du CNRS s'appuyant sur une série de données couvrant la période 1971-2000. En 2020, Météo-France publie une typologie des climats de la France métropolitaine dans laquelle la commune est exposée à un climat océanique et est dans la région climatique  Finistère nord, caractérisée par une pluviométrie élevée, des températures douces en hiver (6 °C), fraîches en été et des vents forts. Parallèlement l'observatoire de l'environnement en Bretagne publie en 2020 un zonage climatique de la région Bretagne, s'appuyant sur des données de Météo-France de 2009. La commune est, selon ce zonage, dans la zone « Littoral », exposée à un climat venté, avec des étés frais mais doux en hiver et des pluies moyennes.  
Pour la période 1971-2000, la température annuelle moyenne est de 11,7 °C, avec  une amplitude thermique annuelle de 9,1 °C. Le cumul annuel moyen de précipitations est de 858 mm, avec 15,3 jours de précipitations en janvier et 7,2 jours en juillet. Pour la période 1991-2020, la température moyenne annuelle observée sur la station météorologique la plus proche, située sur la commune de Ploudalmézeau à 13 km à vol d'oiseau, est de 12,1 °C et le cumul annuel moyen de précipitations est de 997,1 mm,. Pour l'avenir, les paramètres climatiques de la commune estimés pour 2050 selon différents scénarios d'émission de gaz à effet de serre sont consultables sur un site dédié publié par Météo-France en novembre 2022.

## Urbanisme

### Typologie
Au 1er janvier 2024, Lampaul-Plouarzel est catégorisée bourg rural, selon la nouvelle grille communale de densité à 7 niveaux définie par l'Insee en 2022.
Elle appartient à l'unité urbaine de Lampaul-Plouarzel, une unité urbaine monocommunale constituant une ville isolée,. Par ailleurs la commune fait partie de l'aire d'attraction de Brest, dont elle est une commune de la couronne,. Cette aire, qui regroupe 68 communes, est catégorisée dans les aires de 200 000 à moins de 700 000 habitants,.
La commune, bordée par la mer d'Iroise, est également une commune littorale au sens de la loi du 3 janvier 1986, dite loi littoral. Des dispositions spécifiques d'urbanisme s'y appliquent dès lors afin de préserver les espaces naturels, les sites, les paysages et l'équilibre écologique du littoral, tel le principe d'inconstructibilité, en dehors des espaces urbanisés, sur la bande littorale des 100 mètres, ou plus si le plan local d'urbanisme le prévoit.

### Occupation des sols
L'occupation des sols de la commune, telle qu'elle ressort de la base de données européenne d'occupation biophysique des sols Corine Land Cover (CLC), est marquée par l'importance des territoires artificialisés (61,8 % en 2018), une proportion identique à celle de 1990 (61,8 %). La répartition détaillée en 2018 est la suivante : 
zones urbanisées (54,9 %), zones agricoles hétérogènes (23,7 %), milieux à végétation arbustive et/ou herbacée (13,6 %), espaces verts artificialisés, non agricoles (6,9 %), zones humides côtières (0,7 %), eaux maritimes (0,1 %). L'évolution de l'occupation des sols de la commune et de ses infrastructures peut être observée sur les différentes représentations cartographiques du territoire : la carte de Cassini (XVIIIe siècle), la carte d'état-major (1820-1866) et les cartes ou photos aériennes de l'IGN pour la période actuelle (1950 à aujourd'hui).

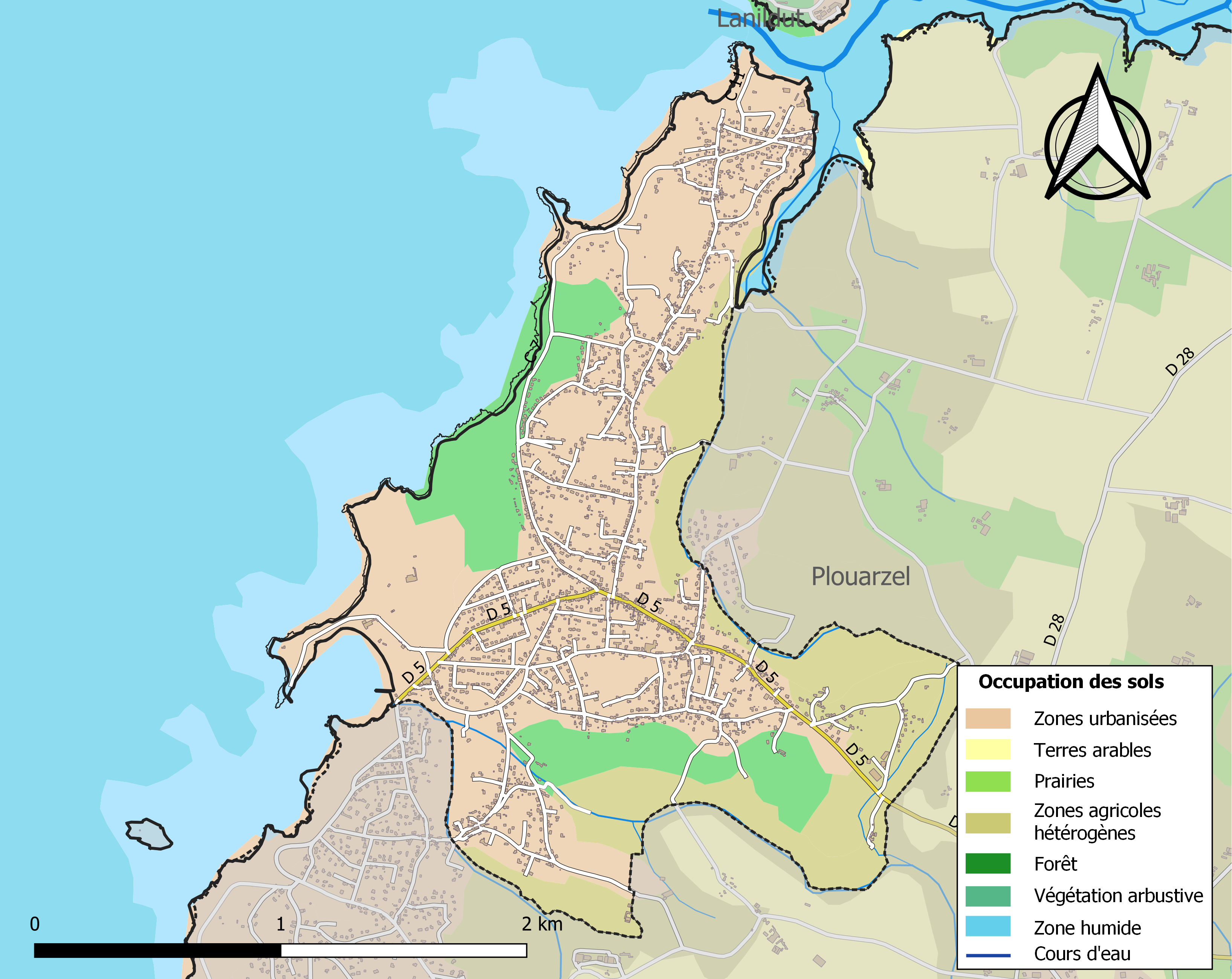
Carte des infrastructures et de l'occupation des sols de la commune en 2018 (CLC).

## Toponymie
Le nom de Lampaul-Plouarzel provient du mot breton lann (monastère), et de Paol : Saint Paul Aurélien, auquel on a ajouté le suffixe "Plouarzel", du nom de la commune voisine, pour différencier la commune d'autres "Lampaul", entre autres Lampaul-Ploudalmézeau.

## Histoire

### Moyen Âge
Un prieuré (mentionné au pouillé de Tours vers 1330 sous le nom de Prioratus de Lanna-Paul)  remplaça le monastère fondé par saint Pol et ruiné par les Normands en 878. Il dépendait de l'abbaye Saint-Mathieu de Fine-Terre. Ce prieuré fut détruit par un incendie en 1911.

### Époque moderne
Au XVIe siècle, Lampaul-Plouarzel faisait partie de la sénéchaussée de Brest et Saint-Renan. Les ports de l'Aber Ildut étaient alors très dynamiques, pratiquant essentiellement du cabotage : en 1686 le port de Bordeaux enregistra 40 arrivées de barques en provenance de l'Aber Ildut ; en 1724 le quartier maritime du Conquet compte 93 bateaux (barques, brigantins, bricks, sloops, etc.) de l'Aber Ildut, d'une capacité de charge comprise entre 20 et 50 tonneaux.
L'ancienne église ayant été envahie par le sable vers le milieu du XVIIIe siècle, le culte fut transféré dans la chapelle de Saint-Sébastien.
En 1759, une ordonnance de Louis XV ordonne à la paroisse de Lambol-Plouarzel [Lampaul-Plouarzel] de fournir 3 hommes et de payer 19 livres pour « la dépense annuelle de la garde-côte de Bretagne ».

#### La pauvreté à Lampaul-Plouarzel en 1774
A. Illiou, recteur de la paroisse de Lampaul-Plouarzel, dans une lettre du 13 décembre 1774 adressée à l'évêque de Léon Jean-François de la Marche en réponse à son enquête sur la mendicité, écrit (l'orthographe de l'époque a été respectée) :

« La paroisse de Lampaul a 360 habitants communiants, dont il y a 50 pauvres ou mendiants, ou qui ont besoin de la charité pour subsister. Deux choses occasionnent la mendicité (...) : la perte des matelots qui ont laissé des veuves et des enfants mineurs sans ressources ; la discontinuation, ou du moins une grande diminution du débit des pierres de taille pour le Roi à Brest, qui faisoit le meilleur commerce de la paroisse, il y a quelques années. »

#### La coupe et leramassage du goémonen 1774
Le même curé écrit dans la même lettre :

« La deffense qu'on vient de faire aux Armoriquains de couper les goëmons hors les trois premiers mois de l'année et d'en vendre aux autres paroisses, nous est très préjudiciable, car ces mois sont les moins propres pour sécher le goëmon, et les pauvres gens, après l'avoir coupé et séché, seront obligés de le donner presque pour rien aux habitants ne leur étant pas permis de le transporter hors de leur paroisse. »

#### Lampaul-Plouarzel en 1778
Jean-Baptiste Ogée décrit ainsi Lampaul-Plouarzel en 1778 :

« Lampaul ; près Plouarzel ; à 13 lieues ½ à l'ouest-sud-ouest de Saint-Pol-de-Léon, son évêché ; à 49 lieues ½ de Rennes et à 4 lieues un tiers de Brest, sa subdélégation et son ressort. On y compte 500 communiants. La cure est présentée par l'Évêque. Saint Pol, premier évêque de ce diocèse, fonda, dans l'endroit où est actuellement l'église paroissiale, un monastère qui fut ruiné en 878 [par les Vikings ]. C'est sur ses ruines qu'on a bâti l'église de Lampaul, nom que portait le monastère. Ce territoire est borné par la mer et très exactement cultivé. Il produit des graines de toutes espèces et du lin. On y voit la maison noble du Carpont [faux, la maison noble du Carpont se trouvait à Lampaul-Ploudalmézeau ]. »

Le duc de Lauzun était le seigneur de Lampaul-Plouarzel dans les années avoisinant 1770.

### LeXIXesiècle

#### Lampaul-Plouarzel en 1843
A. Marteville et P. Varin, continuateurs d'Ogée, décrivent ainsi Lampaul-Plouarzel en 1843 :

« Lampaul-Plouarzel (sous l'invocation de saint Pol) (...) ; aujourd'hui succursale. Cette commune manque presque absolument de bois ; les moyens ordinaires de chauffage sont la lande et le genêt ; encore faut-il aller les acheter dans les communes voisines. L'agriculture est en progrès ; la culture de la pomme de terre surtout y prend une extension considérable ; le goémon aide beaucoup à ce progrès ; on en récolte sur la côte de 1 800 à 2 000 charretées par an. Vert, sur place, ce goémon ne se vend pas plus de 75 centimes la charretée ; sec, il vaut jusqu'à 6 francs. Près de la moitié de la récolte de ce précieux engrais est exportée dans les communes voisines ; c'est ce qui explique comment celle-ci; qui pourrait revendre du grain, en fait à peine assez pour sa propre consommation. Il faut dire que l'air vif de la mer rend cette culture ingrate ; le blé noir vient aussi avec beaucoup de difficulté ; le lin vient plus difficilement encore. On parle généralement le breton. »

En 1886, la commune de Lampaul-Plouarzel fut détachée du canton de Ploudalmézeau dont elle faisait partie jusqu'alors pour être rattachée au canton de Saint-Renan. Cette année-là, le recensement indique que la commune comptait alors 100 marins pour 79  cultivateurs.

#### Les naufrages
Des naufrages se produisaient régulièrement, mais ils n'ont pas laissé de trace dans l'histoire. Parmi les plus anciens connus à Lampaul-Plouarzel est celui de la Suzanne, un bateau d'Ouessant, venu moudre du grain à L'Aber-Ildut et disparu sans laisser de traces, mais dont les corps mutilés de deux des hommes d'équipage furent retrouvés gisants à la côte les 20 et 21 décembre 1850. Le 1er avril 1851 la bisquine L'Émile, de Saint-Vaast, qui avait chargé des pommes de terre à Pont-l'Abbé, après avoir heurté la roche de la Grande Vinotière (au large du Conquet), sombra à environ deux milles à l'ouest de Lampaul-Plouarzel.

#### La traversée de l'Aber Ildut

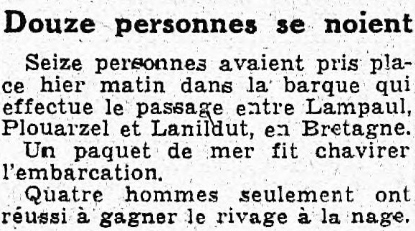
La noyade de 12 personnes entre Lampaul, Plouarzel et Lanildut le 22 novembre 1944 (journal L'Humanité).

Entre Porscave et Lanildut, la traversée de l'Aber Ildut à marée basse se fit longtemps à gué, ce qui n'était pas sans risques, notamment pour les transports empruntant la voie charretière, des accidents se produisant parfois. Le rattachement en 1792 de Lampaul-Plouarzel au canton de Brélès entraîna une augmentation des passages. En 1821 un service de bac fut inauguré, rendant service notamment aux Lampaulais qui se rendaient à Lanildut. Le service fut assuré à partir de 1922 par un canot partant de Porscave faisant escale à la cale de Begadenn C'haro (en Plouarzel) avant de rejoindre le port de Lanildut. Le dernier passeur fut une femme, Fine Petton, qui mania l'aviron jusqu'en 1980. En 1973, Jo et Yvon Potier consacrent un film à cette infatigable travailleuse de la mer. 

#### Le droit de vaine pâture
Le droit de vaine pâture s'exerçait encore couramment au milieu du XIXe siècle :

« Les terrains communaux (...) sont livrés toute l'année au pâturage au profit des habitants des communes possédant ces communs, composés la plupart de dunes et de marais peu susceptibles d'être cultivés ; c'est ce qu'on voit à Lampaul-Plouarzel, à Ploudalmézeau, à Porspoder, à Landunvez, à Rumengol, à Plabennec, à Plouvien, etc. Chacun y envoie son bétail quand et comme bon lui semble ; c'est là encore qu'on dépose et qu'on met à sécher les plantes marines. Seulement de temps en temps, les communes vendent tout ou partie des communs, qui disparaîtront insensiblement et accroîtront la masse des terrains cultivés. (...) Les landes, marais,et généralement tous terrains déclos et non cultivés sont encre soumis à la servitude de vaine pâture. (...) La cessation de l'indivision ne suffit point pour mettre fin à la vaine pâture, il faut encore qu'il y ait clôture des terres. »

### LeXXesiècle

#### La Belle Époque
Le 14 septembre 1906, le brick Théodore, échoué depuis plusieurs jours sur un rocher de l'île de Quéménès dans l'archipel de Molène, finit par couler. Avant qu'il coule, « huit pêcheurs des communes de Plouarzel et Lampaul-Plouarzel ont été surpris au moment où ils procédaient au pillage du bateau. Les pilleurs d'épave ont été arrêtés ».
Au début du XXe siècle Lampaul-Plouarzel compte une flotte de près de 30 gabares transportant le granite de l'Aber Ildut et le sable extrait des dunes de Lampaul-Plouarzel et aussi de l'entrée de l'Aber Ildut principalement à destination de Brest (le chargement se faisait alors à la pelle, il faut attendre la décennie 1930 pour que des treuils et des bennes facilitent les chargements) ; des accidents se produisaient parfois : par exemple le 28 février 1903 le sloop Élisa-Alphonse, parti de Lampaul-Plouarzel avec un chargement de sable à destination de Pont-de-Buis, en détresse à hauteur de la pointe de Kermorvan fut secouru par le bateau de sauvetage Mallat-Desmortiers, du Conquet ; en 1914 l'entreprise Verjat-Combarelle extrayait du sable des dunes, le faisait transporter au port de Lampaul-Plouarzel d'où il était transporté par des gabares, destiné notamment aux besoins de la construction des bassins de Laninon dans l'arsenal de Brest. Autre exemple : en 1922, le sloop Saint-Jean, de Lampaul-Plouarzel, reçut l'autorisation d'extraire 100 m³ de sable de mer pendant 6 mois.
La récolte du goémon provoquait parfois des problèmes : ainsi en août 1909 trois marins-pêcheurs de Lampaul-Plouarzel furent condamnés à une amende pour avoir récolté du goémon de rive en temps prohibé ; en août 1910 deux goémoniers de Lampaul-Plouarzel furent condamnés à une amende pour avoir coupé du goémon de rive sur l'île de Quéménès appartenant à la commune de l'Île-Molène et le 15 juin 1914, des goémoniers de Lampaul-Plouarzel se virent dresser procès-verbal car ils récoltaient du goémon de rive sur l'île de Béniguet appartenant à la commune du Conquet, sa récolte était réservée aux seuls habitants des communes concernées.

#### La Première Guerre mondiale

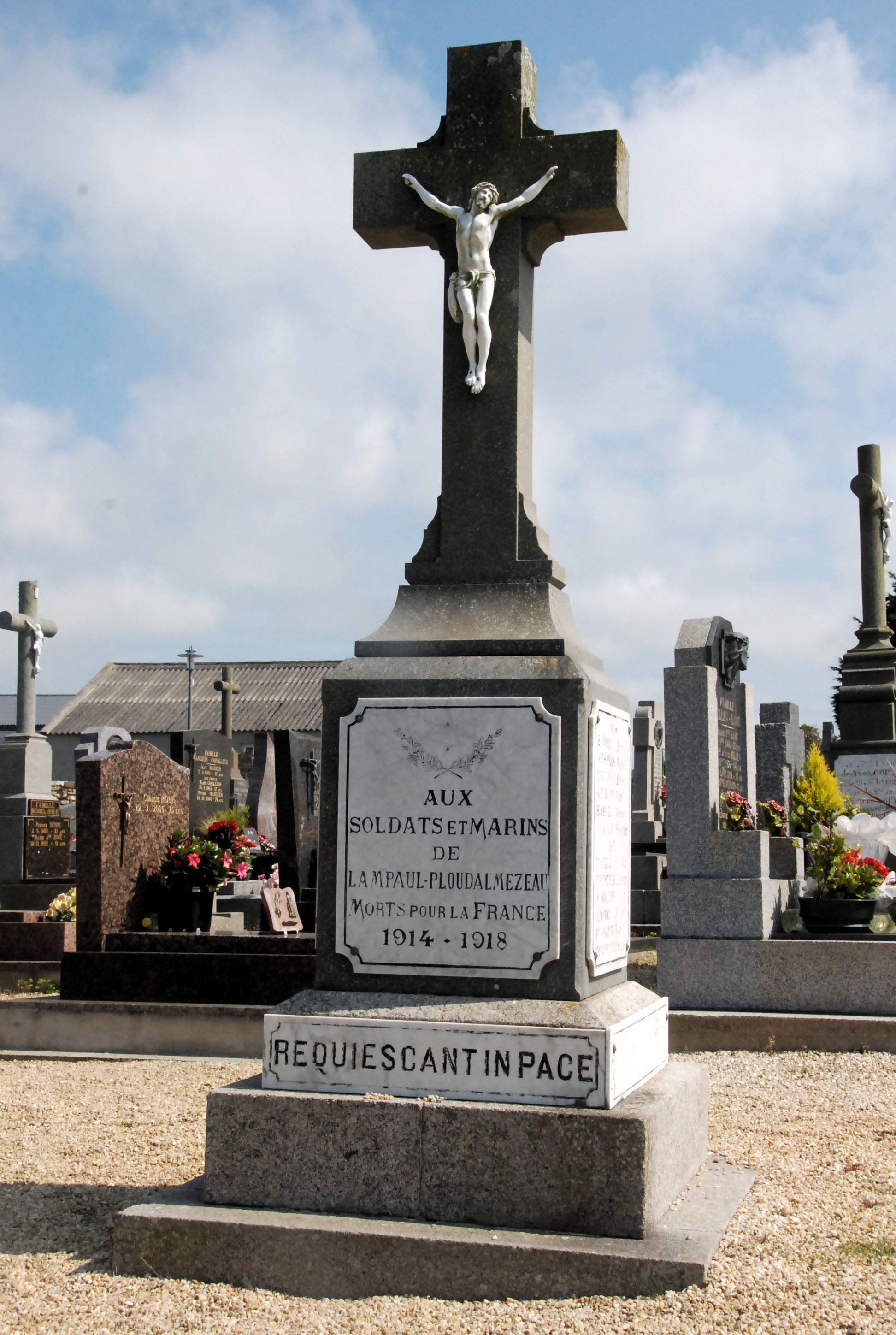
Monument aux morts de 1914-1918.

Le monument aux morts de Lampaul-Plouarzel porte les noms de 37 soldats et marins morts pour la France pendant la Première Guerre mondiale. Parmi eux, le sous-lieutenant François Coatanéa, né le 21 septembre 1880 à Lampaul-Plouarzel, engagé au 2e régiment d'infanterie coloniale, fut cité à l'ordre de son régiment pour son attitude courageuse lors d'un bombardement le 30 avril 1915. Il fut tué le 10 juin 1915 à Bagatelle, un lieu-dit de la commune de Vienne-le-Château (Marne) après avoir tué 72 Allemands.
Le récit des circonstances de la mort au front le 27 août 1914 du caporal Jean-Pierre Bescond, du 219e régiment d'infanterie, né le 13 novembre 1885 à Lampaul-Plouarzel, qui était vicaire à Plounéour-Ménez, est disponible dans un livre.
En 1917 un vapeur anglais, torpillé et abandonné par son équipage, s'échoua dans la baie de Lampaul-Plouarzel.

#### L'Entre-deux-guerres
Dans la décennie 1920 déjà, des régates étaient organisées à Lampaul-Plouarzel par le Comité des fêtes, présidé par le maire Jules Harchelon.
Lampaul-Plouarzel est ainsi décrit en 1924 dans un article du journal L'Ouest-Éclair : « Quelques vieilles maisons, quelques villas récentes autour d'une de ces vieilles bonnes églises de la côte, basses, comme ramassées autour de leur petit clocher, pour mieux échapper aux bourrasques du large ». Le même article décrit la vie d'un vieux loup de mer de la commune, Jérôme Kerros, de Kerievel, qui avait plus de 60 années de navigation et avait participé notamment à la guerre de 1870. Le même journal indiquait aussi le 1er juin 1922 pour Lampaul-Plouarzel « 40 goémoniers sortis et rentrés avec 5 mètres chacun de goémon poussant en mer et goémon de rive ».

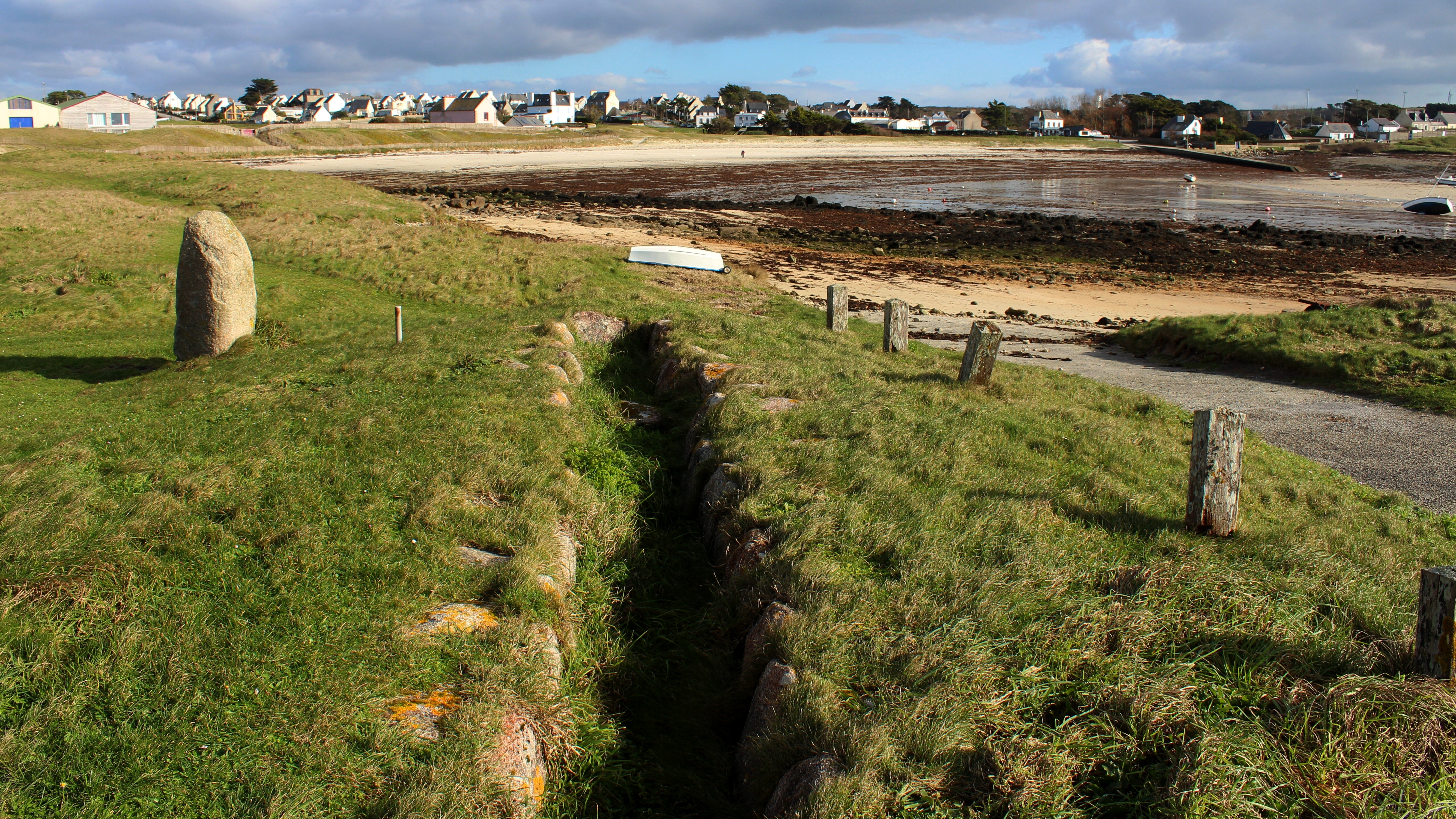
Four à goémon servant à faire des pains de soude.

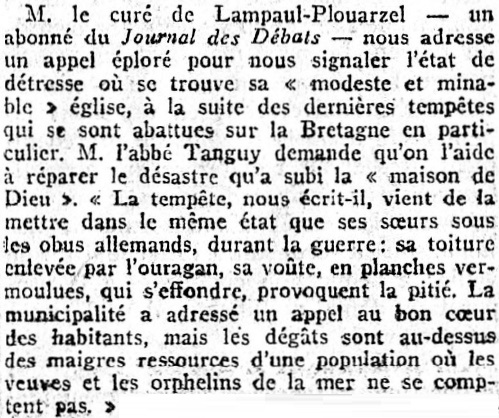
L'état pitoyable de l'église de Lampaul-Plouarzel en janvier 1930 (Journal des débats politiques et littéraires du 18 janvier 1930).

La pêche était alors active à Lampaul-Plouarzel : par exemple pendant le premier trimestre de 1925, 78 bateaux de pêche (représentant en tout une jauge de 195 tonneaux) étaient armés dans les ports de Porspaul et de Porscave ; les poissons pêchés étaient principalement des turbots, carrelets, plies, congres, raies, etc. ainsi que des crustacés. Pendant la même période les goémoniers livrèrent 1 000 m³ de varech aux agriculteurs et 5 000 m³ de goémon de soude aux usines de produits chimiques. Déjà pour le seul mois de septembre 1921, 3 000 tonnes de goémon de soude avaient été livrées aux usines chimiques de Lampaul-Plouarzel. Une usine d'iode, fabriqué à partir de la cendre de goémon et gérée par un consortium de pharmaciens, existait encore à Lampaul-Plouarzel en 1934.
En 1937, 65 bateaux et 126 pêcheurs étaient immatriculés par l'inscription maritime à Lampaul-Plouarzel. « Ici on "fait" surtout le sable. Les pêcheurs à la ligne, au casier et au filet sont généralement propriétaires de lopins de terre où ils cultivent les légumes nécessaires à leurs besoins. La moyenne des gains dans ce port oscille entre 350 et 400 francs par mois ». L'extraction du sable dans l'entrée de l'Aber Ildut permit d'approfondir le chenal d'accès au port de Porscave.
Le 15 janvier 1937, le cotre Courageux, victime d'une violente tempête, se brisa sur les rochers de la pointe de Beg ar Vir en tentant de rejoindre le port de lampaul. L'équipage parvint à se sauver. Le 13 octobre 1939, le cotre La Petite-Denise, de Lampaul-Plouarzel, à moitié rempli d'eau, fut secouru par le Jean-Charcot, bateau de sauvetage de l'Île-Molène.
Les goémoniers étalaient sur la dune le goémon arraché aux rochers ou récolté sur la grève. Les algues séchées étaient brûlées à feu lent dans les fours à goémon, des tranchées profondes d'une cinquantaine de centimètres, larges de 70 cm et longues de 6 mètres, recouvertes de cailloux plats. On obtenait des pains de soude, pesant de 80 à 100 kilos, que l'on transportait à l'usine de Porspaul où l'iode, utilisée notamment en pharmacie, était extraite. En moyenne une tonne d'algues sèches permettait d'obtenir 2 à 3 kilos d'iode. Plus de 60 fours à goémon, utilisés jusque dans la décennie 1950, ont été dénombrés sur la zone dunaire de Lampaul-Plouarzel. Chaque four appartenait à une famille de goémoniers, souvent également cultivateurs.

### LeXXIesiècle
Depuis 2012, la société Agrimer, qui a passé un accord avec la municipalité, fait sécher chaque année entre début mai et fin août des algues sur les dunes de Porspaul, obtenant environ chaque semaine 90 tonnes d'algues séchées.

## Politique et administration

### Administration municipale

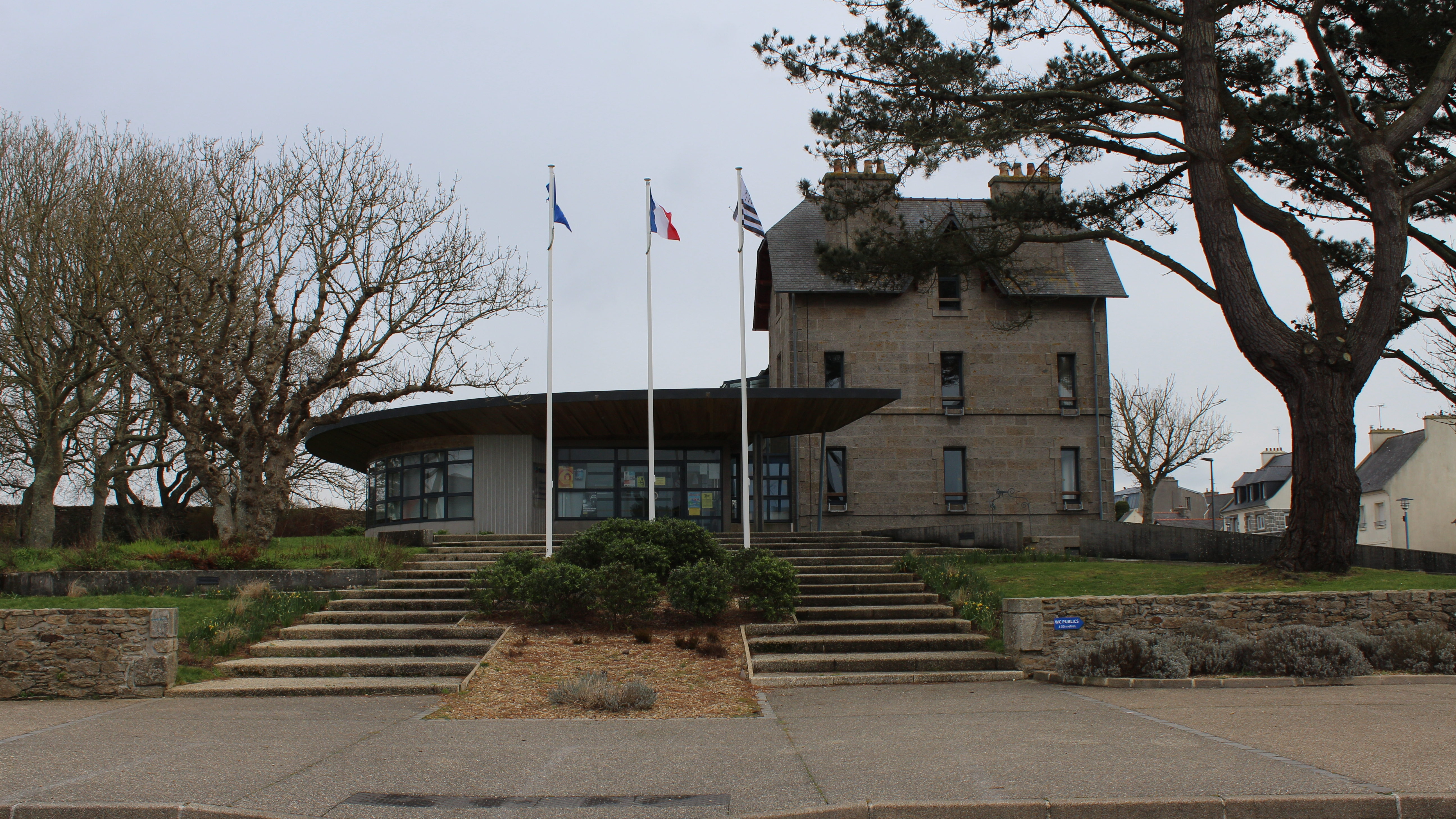
La mairie de Lampaul-Plouarzel.

Le nombre d'habitants au dernier recensement étant compris entre 1 500 et 2 499, le nombre de membres du conseil municipal est de 19.

## Démographie
L'évolution du nombre d'habitants est connue à travers les recensements de la population effectués dans la commune depuis 1793. Pour les communes de moins de 10 000 habitants, une enquête de recensement portant sur toute la population est réalisée tous les cinq ans, les populations de référence des années intermédiaires étant quant à elles estimées par interpolation ou extrapolation. Pour la commune, le premier recensement exhaustif entrant dans le cadre du nouveau dispositif a été réalisé en 2004.
En 2022, la commune comptait 2 176 habitants, en évolution de +3,92 % par rapport à 2016 (Finistère : +2,16 %, France hors Mayotte : +2,11 %).
| 1793 | 1800 | 1806 | 1821 | 1831 | 1836 | 1841 | 1846 | 1851 |
| ---- | ---- | ---- | ---- | ---- | ---- | ---- | ---- | ---- |
| 495  | 474  | 899  | 844  | 604  | 646  | 628  | 629  | 655  |

| 1856 | 1861 | 1866 | 1872 | 1876 | 1881 | 1886 | 1891 | 1896 |
| ---- | ---- | ---- | ---- | ---- | ---- | ---- | ---- | ---- |
| 643  | 674  | 780  | 774  | 819  | 838  | 820  | 904  | 927  |

| 1901  | 1906  | 1911  | 1921  | 1926  | 1931  | 1936  | 1946  | 1954  |
| ----- | ----- | ----- | ----- | ----- | ----- | ----- | ----- | ----- |
| 1 014 | 1 033 | 1 115 | 1 206 | 1 223 | 1 284 | 1 214 | 1 458 | 1 496 |

| 1962  | 1968  | 1975  | 1982  | 1990  | 1999  | 2004  | 2006  | 2009  |
| ----- | ----- | ----- | ----- | ----- | ----- | ----- | ----- | ----- |
| 1 435 | 1 464 | 1 482 | 1 583 | 1 662 | 1 766 | 1 967 | 2 047 | 2 063 |

| 2014  | 2019  | 2022  | - | - | - | - | - | - |
| ----- | ----- | ----- | - | - | - | - | - | - |
| 2 100 | 2 145 | 2 176 | - | - | - | - | - | - |

## Lieux et monuments
- L'Église Saint-Paul-Aurélien, en granite. Cette église correspond à l'ancienne chapelle Saint-Sébastien, datant du XVIIe siècle, agrandie en forme de croix latine entre 1759 et 1762 et transformée en église paroissiale en 1774 sur décision de Mgr de La Marche car l'ancienne église paroissiale, située sur la dune, était envahie par le sable et tombait en ruine. L'église a été transformée et agrandie en 1970 (de l'ancienne église ne subsistent que la longère sud, le clocher-mur et le pignon est), le cimetière qui entourait l'église étant alors déplacé. L'église abrite quelques statues du XVIe siècle, un maître-autel du XVIIIe siècle et des ex-votos. Un calvaire datant du XVIe siècle et surmonté d'une croix en kersanton portant des statues géminées représentant saint Paul piétinant un dragon, saint Jean, la Vierge Marie et saint Sébastien se trouve dans l'enclos paroissial.

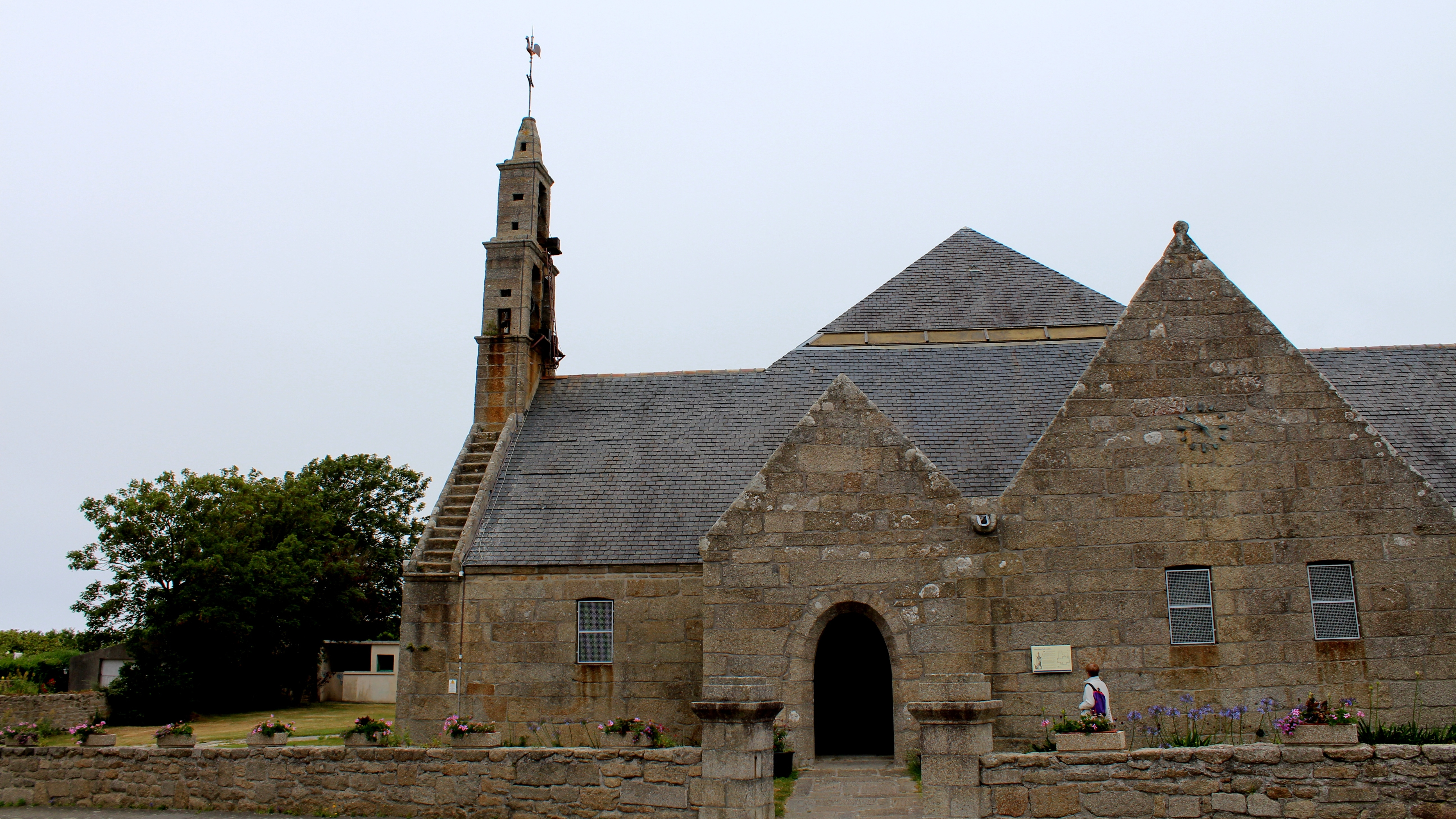
L'église paroissiale Saint-Pol-Aurélien : vue extérieure d'ensemble.

- La chapelle Saint-Egarec[63], conserve des vestiges d'une première chapelle construite au XIIIe siècle, mais l'essentiel date du XVIe siècle ; délabrée et menacée par l'ensablement a à partir de 1666, elle est abandonnée au milieu du XVIIIe siècle, mais elle est reconstruite après avoir été dégagée du sable en 1838 (seul son clocher émergeait alors du sable) par le curé de la paroisse[64]. Le pardoun ar brenick ("pardon des berniques") se déroulait le dimanche de la Trinité : en cette occasion, les paysans descendaient sur la grève pour ramasser des berniques.

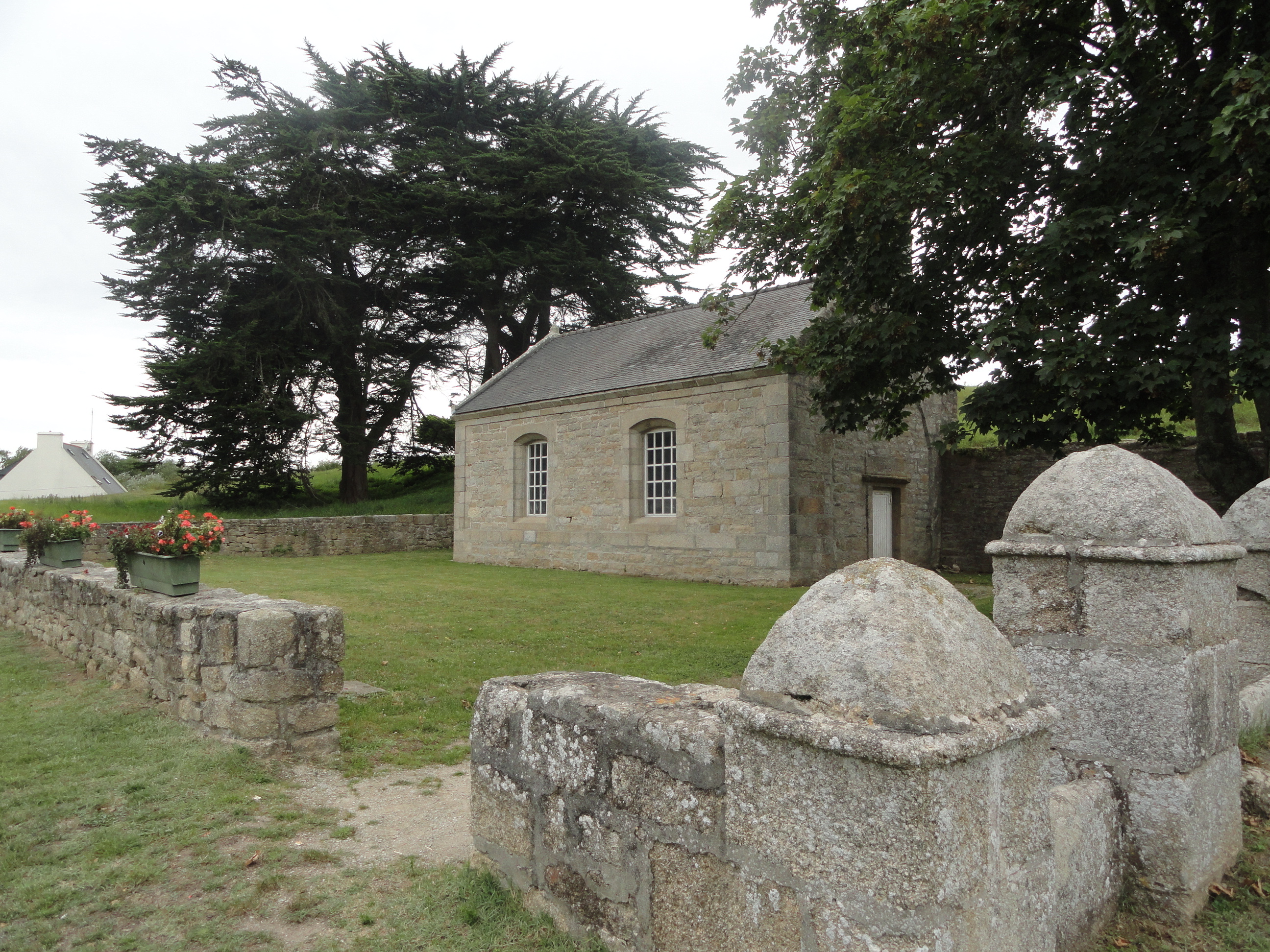
La chapelle Saint-Egarec : vue extérieure d'ensemble 1.
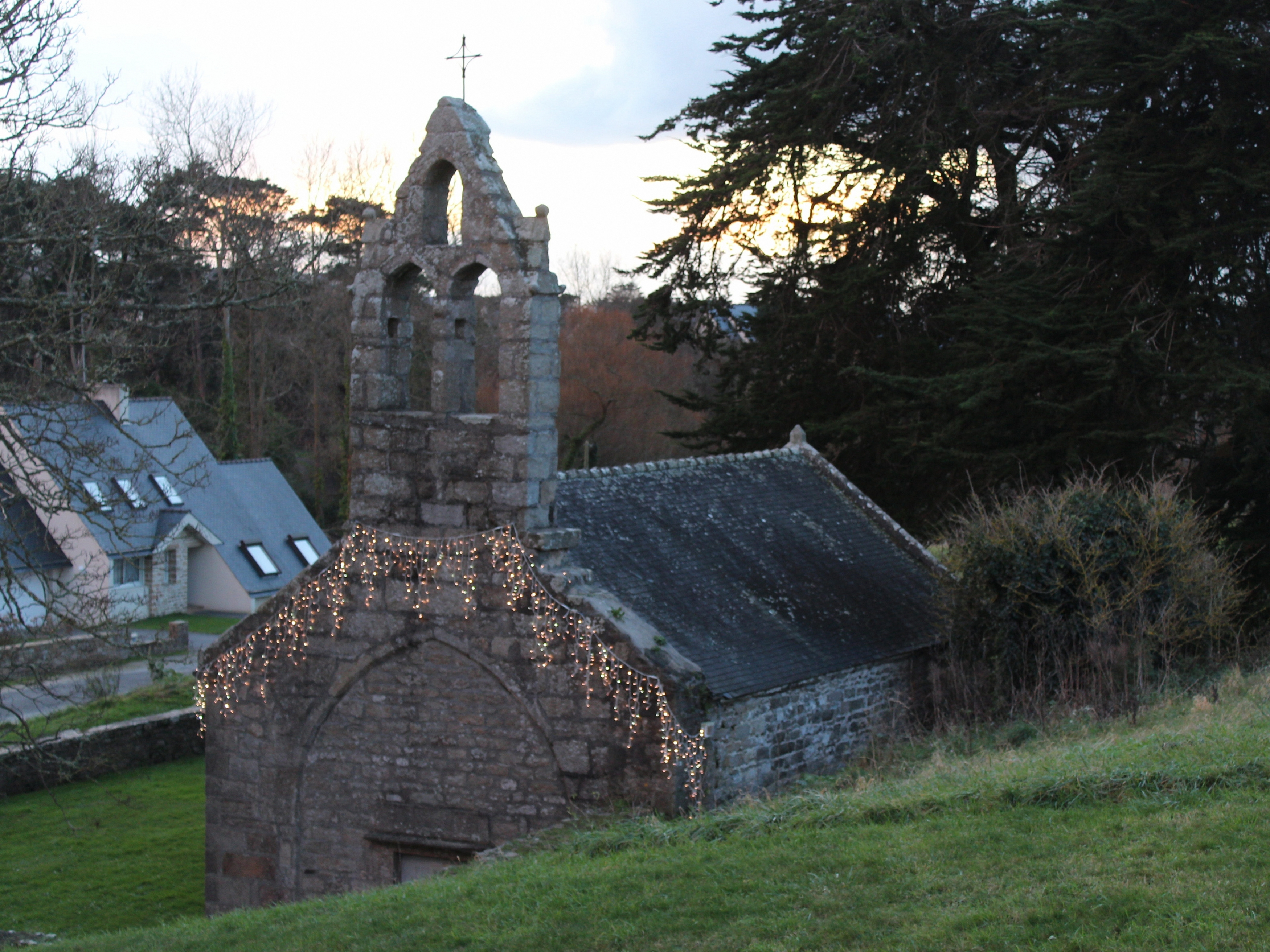
La chapelle Saint-Egarec : vue extérieure d'ensemble 2.
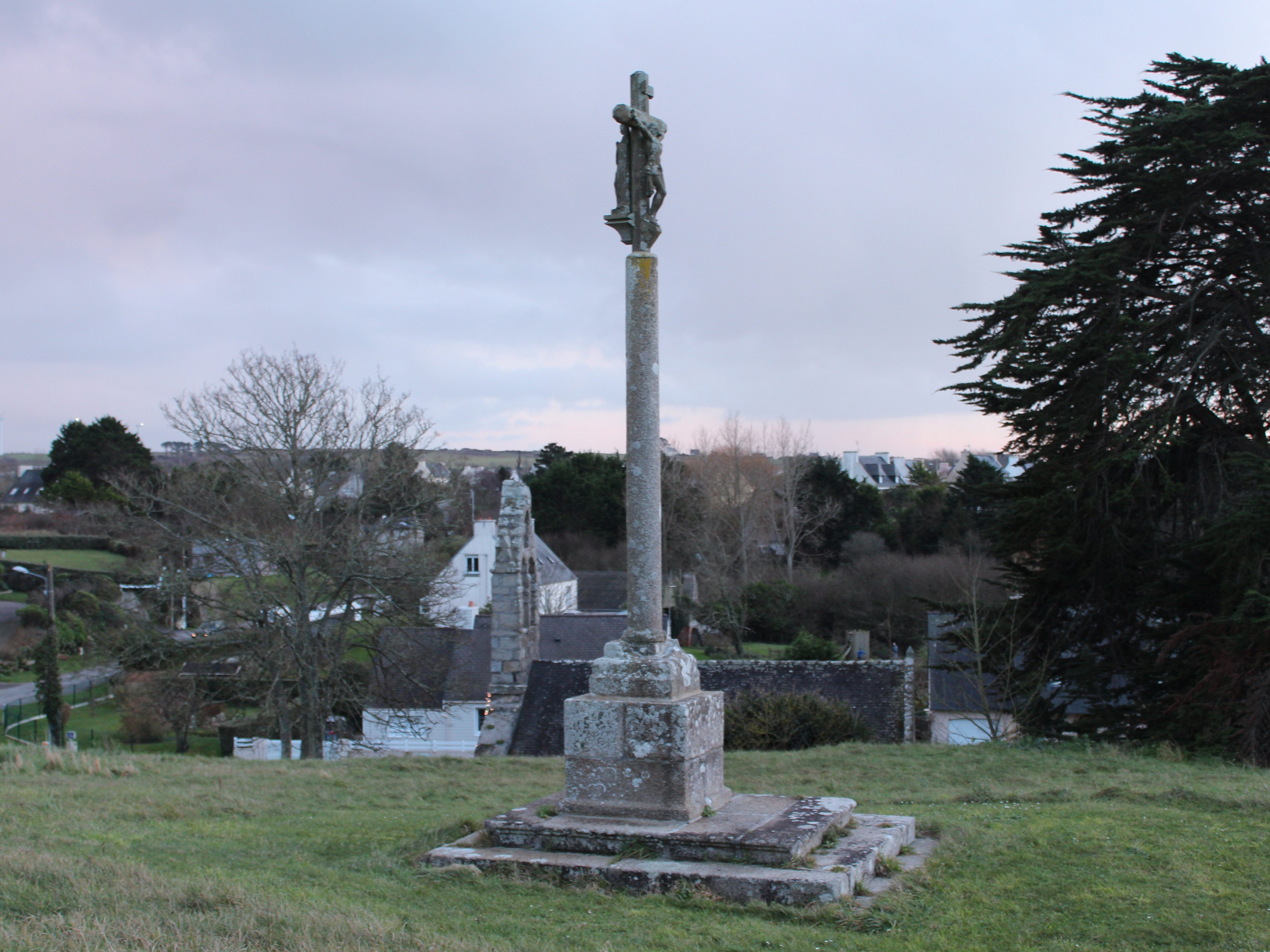
Le calvaire et la chapelle Saint-Egarec.
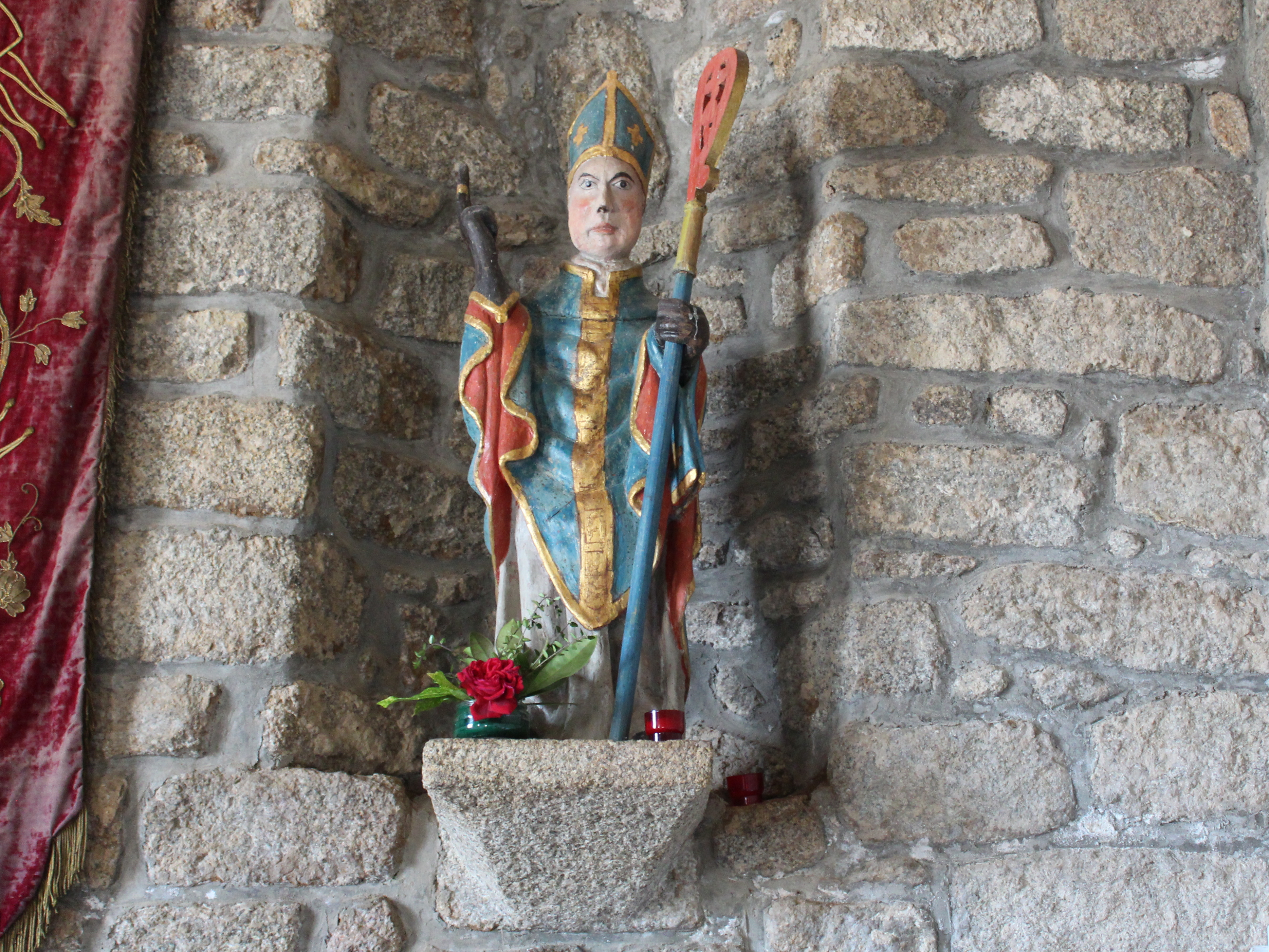
Statue de saint Egarec (chapelle Saint-Egarec).

- Fours à goémon (à Beg ar Vir).
- Fleur de Lampaul : dundee classé monument historique construit par une famille lampaulaise.

## Événements
- Ekiden du Pays d'Iroise : course marathon qui se court en 6 relais, sur les routes de Lampaul-Plouarzel, le long des côtes. Championnat de Bretagne, championnat du Finistère, championnat en entreprise. 500 à 600 coureurs le quatrième week-end de juin.
- Fête du patrimoine maritime, Pors-Scaff port escale Brest 2008, à Lampaul-Plouarzel mardi 8 et mercredi 9 juillet 2008.
- Molène - Pors-Scaff à la godille, premier samedi d'août course en équipage. Départ de Molène, arrivée au port de Pors-Scaff. Toute la journée, animations musicales, brûlage de goémon, animations culturelles.
- Les radeaux roulants qui se dérouleront à Lampaul le premier dimanche d'août. Les concurrents doivent construire un radeau capable de traverser la baie et capable de rouler sur un parcours. La fête se poursuit le soir même par la fête du cochon grillé.